# クッパ (ゲームキャラクター)
クッパ（英名：Bowser）は、任天堂が発売したコンピュータゲームソフトのシリーズ、マリオシリーズに登場する架空のキャラクター。同社の登録商標（第6050651号ほか）である。
クッパ大王、大魔王クッパ、クッパ大魔王、魔王クッパとも呼ばれる。

## 概要
クッパ軍団（初期はカメ帝国とも）のボスキャラクター。怪獣を思わせる姿をした巨大なカメで、黄色と緑色からなる皮膚と赤色のたてがみを持ち、甲羅には10本のトゲが、頭には鋭い角が付いている。また、側面に棘が付いている黒い腕輪と首輪をはめている。直立2足歩行で歩く（作品によって走る際には4足歩行になる）。得意技は口から吐く灼熱の炎。
しばしばピーチ姫をさらい、キノコ王国の平和を乱し、大勢の部下と共に暴挙を繰り返すが、その度にマリオ（一部例外あり）に野望を阻止されている。第一作『スーパーマリオブラザーズ』や続編の『スーパーマリオブラザーズ2』では、キノコ王国に攻め込んできたクッパが、その魔法でキノコ族を岩やレンガ、つくしなどに変身させた。ピーチにはキノコ族にかけられた魔法を解く力があるため、クッパはピーチをさらい監禁する。
それ以降もしばしばピーチをさらうが、さらう理由については特に示されないことが多い。ピーチに好意を持っている様子は数多く見られ、『スーパーマリオサンシャイン』ではクッパJr.の母親代わりに、と理由付けられ、『スーパーマリオ オデッセイ』や漫画『スーパーマリオくん』やアニメ映画『スーパーマリオブラザーズ ピーチ姫救出大作戦!』や『ザ・スーパーマリオブラザーズ・ムービー』などではピーチとの結婚を目的としている。
『スーパープリンセスピーチ』では、ピーチではなく邪魔なマリオやルイージ、キノピオを先に誘拐している。また、マリオシリーズ中の一部の作品では「クッパがピーチ姫を誘拐し、最終的にそれをマリオが救出する」流れはもはや当たり前のことのように、作品中の登場人物が示唆している描写も散見される。
外見は1960年に東映動画が制作したアニメーション映画『西遊記』に登場する牛魔王を元にしている。マリオシリーズ開発の中心人物である宮本茂が描いた『スーパーマリオブラザーズ』の箱絵のクッパには劇中と違い角が無く、肌も灰色だった。宮本からクッパのモデルとカメ帝国の設定を聞いた小田部羊一がスッポンをモチーフとした再デザインを行った結果、劇中同様の角が生えている現行のデザインに近いものになった。
「クッパ」という名前の由来は、『スーパーマリオブラザーズ』の開発者たちが、ボスキャラの名前を決めあぐねる時に、ある者が「焼肉屋に行ってクッパを食べたい」と言ったためだと言われている。クッパという名称を承諾した宮本茂は、最初クッパを粥の一種だと知らず、焼肉屋のメニューという事で肉の一種だと勘違いしており「焼肉だと力強くてカッコいい」と解釈して決めたのだが、粥だと知った後もその名称で通すことを決めた。また後述にあるとおり焼き肉がクッパの好物のひとつにあげられており、クッパにちなんでゲッソーなど同作のキャラクターの一部も食べ物から命名したというエピソードがある。
また、欧米版ではBowser（バウザー）というニックネームで呼ばれており、Koopaはノコノコもしくはそれを含めたカメ一族の総称とされている。ただし、本名は欧米版でもKoopaであり、King Koopa（クッパ王。「クッパ=カメ一族」であるため、「カメ一族の大王」という意味になる）とも呼称され、2つの名を繋げた (King) Bowser Koopaとされることもある。また韓国では「クッパ」と呼ばれているが、名前の由来となった料理のクッパが「국밥（gukbap、発音はククパプに近い）」なのに対し、こちらのクッパは日本語読み風に「쿠파 (Kupa)」と異なる表記になっている。日本版も含め、フルネームは公式に発表されたことがない。
クッパはマリオシリーズの多くの作品で、マリオ及びマリオファミリーの宿敵、好敵手という関係を保っている。一部の作品ではワリオなど他のキャラクターがマリオのライバル役を担当することがあったが、ワリオは自身が主人公になるゲームが増え、マリオと対決する場面がほとんど無くなったのに対し、クッパはマリオとのライバル関係を維持し続けている。『大乱闘スマッシュブラザーズX』においてはクッパは「マリオの永遠のライバル」、ワリオは「マリオの自称ライバル」と解説されている。
2013年にはついにマリオと並び、「ゲーム史上、最も偉大なゲームの悪役」としてギネス世界記録に認定され、名を連ねることとなった。
2019年、任天堂のアメリカ法人(Nintendo of America)の社長にダグ・バウザー(Doug Bowser)が就任し、クッパの英語名称と同じであるということで話題になった。

## 人物
一人称は、『スーパーマリオRPG』以降は「ワガハイ」（初期は「俺様」、一部のゲーム、漫画、アニメでは「わし」等も存在する）。「ガハハハ」という豪快な笑い方が特徴。口癖は「〜なのだ」。
二人称は『スーパーマリオRPG』ではマリオやカジオー軍団に対しては「キサマ」と呼ぶが、クリジェンヌ、カメザードなどの部下に対しては「オマエ」と呼んでいる（『マリオ＆ルイージRPG1DX』の『クッパ軍団RPG』では部下であるクリボー隊長を「キサマ」と呼んでいる）。
性格は非常に頑迷かつ横暴で、プライドも人一倍高い。それ故、自身の邪魔をする者には高圧的な態度を取るが、自惚れ易い上にどこか抜けているため、部下や他者に騙されたり利用されることもしばしば。さらに、マリオたちとのバトルでは自分の攻撃技や自分の用意した道具や仕掛けをマリオたちに利用されて敗北か自滅をするパターンが非常に多く、それらの行動をあまり改善しないまま何度も繰り返している。毎回周囲にとって迷惑な行為を繰り返しているものの、あくまでそれは自身の野望達成の為であり、必要以上に他者を苦しめようという意図は無い。親分肌な一面もあり、部下たちが苦戦していると見るや自ら先陣を切って状況改善に乗り出し、部下の裏切りや逃亡も許す度量と心の広さも持ち合わせていることから、部下からの忠誠心は強く、クッパ自身も彼らに対して大きな信頼を寄せている。
食料品は肉類がシンボルとされることが多く、『ペーパーマリオRPG』の「スーパークッパブラザーズ」におけるパワーアップアイテムは骨付き肉で、『マリオ&ルイージRPG3!!!』におけるクッパ用回復アイテムは辛く味付けされた鶏肉。また、『マリオパーティ2』のテーマパーク・ミステリーランドで登場する「スフィンクスクッパ」の問題「ワガハイの好きな食べ物は？」の回答は焼き肉となっている。ただし、『ペーパーマリオRPG』ではカメックババの質問に、「卵焼きが好き」とも答えている（プレイヤーの選択によって「嫌い」と答えることもある）。
また『いただきストリートDS』および『いただきストリートWii』では土管での移動が苦手であることが分かる。ただし、『3Dワールド』ではオープニングにて、普通に土管での移動を行っていた。
マリオとはシリーズ初期から因縁が続き、強い敵対心を燃やしている。毎回マリオを倒そうとする姿勢を見せるが、内心では彼らと一緒に楽しみたいという様子を見せる事も多く、マリオたちと仲良くテニスやカートレースといったスポーツに興じる事もある。『マリオパーティ』シリーズではマリオたちの妨害をしながらも楽しんでいることが多い。また、場合によっては素直ではないものの、しばしばマリオたちの手助けや歓迎などを目的に活動するなど、情の篤さを見せることもある。『スーパーマリオRPG』では「ピーチを誘拐するのはワガハイの役目」という旨の発言をしており、マリオがピーチ姫をキノコ城に連れて行こうとしないと注意してくる。マリオと長年対峙関係である割にはマリオの弱点を全然知らず、『マリオストーリー』ではマリオと親しい仲のピーチ姫にマリオの弱点を聞き出そうとした。
シリーズ初期から宿敵であるマリオに敗北し続けているものの、マリオに倒されても死亡することはなく、また、キノコ王国の住人にとっては恐ろしい存在である。『マリオゴルフファミリーツアー』や『マリオテニスGC』のオープニングでは、登場しただけでワリオやワルイージがクッパに畏れ慄く描写もある。逆にクッパ自身の強さは一目置かれており、『スーパーマリオRPG』や『スーパーペーパーマリオ』、『ペーパーマリオ オリガミキング』等では一時的に共闘する、もしくは完全な味方に着くことになったマリオたちから心強い味方として扱われている。その際もクッパはあくまで相手を子分扱いし、会話はしばしば噛み合わないが、マリオたちも心底彼を嫌っているわけではなく（『マリオ&ルイージRPG』ではクッパが敵に捕らえられて金を要求された際、助ける為に嫌がる様子を一切見せず、所持金を全て差し出すという描写もある）、本人の面倒見の良い性格もあって、重要な局面では優れたチームワークを見せる。本人いわく、キノコ王国の国民。
前述の通り「マリオの永遠のライバル」という位置付けではあるが、根っからの悪党ではなく、シリーズを重ねる毎に愛嬌のある敵役としての性格が強まっている。

## 能力
火炎
デビュー作である『スーパーマリオブラザーズ』の頃より得意としている攻撃。口から灼熱の炎を吐き出す。その威力はマリオのファイアボールよりも上。作品によって火炎放射であったり火球であったりと描写が異なっている（火炎放射と火球の両方を使う作品もある）。『スーパーマリオ64』などでは一度上空に炎をばら撒いて「炎の雨」を降らせるなどのバリエーションも見せる。炎は口だけではなく手から放つこともある。
巨体や怪力を活かした攻撃
持ち前の巨体から生み出させる怪力やその重量を活かした攻撃。
パンチ
『マリオ&ルイージRPG3!!!』などで使用。対象へ向かって強烈な拳打を叩き込み、後方へ大きく仰け反らせる。その破壊力は岩をも粉砕する。『スーパーマリオギャラクシー2』では、「ワガハイのスーパーなコブシ」と自称するように、小惑星の表面に喰い込むほどの威力を披露した。
急降下プレス
『スーパーマリオブラザーズ3』で初使用。大ジャンプして、相手を押し潰す攻撃。着地した際の衝撃で、周囲に衝撃波を発生させたり、時には足場を崩すこともある。
『大乱闘スマッシュブラザーズ』シリーズでは相手をつかみながらジャンプし、落下と同時に圧し掛かるという応用型「ダイビングプレス」も見せている。
ベビークッパの頃から得意とし現在も多用する攻撃だが、『スーパーマリオブラザーズ3』や『スーパーマリオギャラクシー』などこれが原因で自滅した例もある。
爪、甲羅などを用いた肉弾戦
鋭い爪や牙、角や甲羅のトゲを怪力と組み合わせた肉弾戦。爪による引き裂きや角を向けた頭突き、甲羅にこもった状態での突進（『大乱闘スマッシュブラザーズ』シリーズで「スピニングシェル」と命名）など作品によって様々なバリエーションが存在し、以後マリオシリーズでも使われるようになった。シリーズで最初に甲羅に入る動作があったのが『マリオテニスGC』である。『ギャラクシー』では甲羅攻撃の発展系として身体を丸めて甲羅とトゲで武装した球体となり、防御しつつ突進攻撃するという応用型も見せている（『マリオ&ルイージRPG3!!!』ではこの技に「スパイクボール」という名称が付けられた）。
飛び道具
ハンマーやワンワン、爆弾、マリオなどを相手に投げつけて攻撃する。多くが『スーパーマリオRPG』で使用されている。
魔法
上記のように、デビュー作である『スーパーマリオブラザーズ』におけるクッパは強力な魔法が使えるとされており、キノコ王国の住人たちはクッパの魔法によって、その姿を岩やレンガ、つくしなどに変えられてしまったという設定になっている。ゲーム上では、マリオがステージ道中で登場する「レンガに変えられたり、消されたりしたキノコ」を見つけて助けると、彼らからパワーを貰える（ブロックを叩くことでパワーアップアイテムを得る）という設定として反映されている。以降の作品では「魔法を使える」という設定が強調されることはないが、作品の各所で魔法らしき能力を使用している場面がしばしば登場する。
巨大化
作品によっては、普段の巨体を超える数倍の大きさに変身し、さらにパワフルな攻撃を仕掛けることがある。大きさは作品ごとに異なり、通常の数周り大きくなるだけの作品もあれば、クッパ城を凌ぐほど巨大化する場合もある。
各作品によって方法が異なり、『ヨッシーアイランド』シリーズや『New スーパーマリオブラザーズ Wii』では腹心のカメックの魔法で、『マリオストーリー』ではカメックババが用意した装置の力で、『New スーパーマリオブラザーズ 2』ではクッパ7人衆の乗ったクッパクラウンから発せられる魔法で、『スーパープリンセスピーチ』では「キド・アイラックの杖」で、『スーパーマリオギャラクシー2』では「グランドスター」の力で、『マリオパーティ5』では所持していた薬を飲んで巨大化するなど外部からの魔法やアイテムによるものだが、『マリオ&ルイージRPG3!!!』ではクッパは潜在的に巨大化能力を持っており、生命に危機が及ぶと復活の反動で巨大化するとされている。

## 歴史
スーパーマリオブラザーズ（1985年）
初登場作品。キノコ王国に侵略してピーチ姫をさらい、8つ存在する各ワールドの4番目にあたる城ステージの奥にて、真下に溶岩を臨む吊り橋の上で待ち構え、前後へゆっくり動きながら、炎を吐いたりハンマーを投げたりして攻撃してくる。ワールド8以外で登場するクッパは部下が変身した偽者であり、ファイヤーボールを5回当てると正体を現して倒れる。偽者共々、斧を自分のすぐ後ろの吊り橋の縄の側に置いており、マリオと対峙するも躱されて背後に回り込まれ、斧で吊り橋の縄を切られて溶岩へ転落し、敗北した。
スーパーマリオブラザーズ2（1986年）
第1作と設定・攻撃方法ともに同じで、ワールド8およびDでは前座としてクッパアオ（リメイク版では同じ色）が登場するため2連戦となる。また、オマケステージであるワールド9ではエリア4ではなく3に登場し、こちらは天井を通過することで無視することが可能である。
取扱説明書の記述やVC公式サイトなどでは第1作のパラレルワールドという位置付けとなっているが、一部の書籍では溶岩から這い上がったクッパがマリオに復讐するために再びピーチ姫をさらったとされているものもある。
スーパーマリオブラザーズ3（1988年）
クッパの子供たちとしてコクッパ（クッパ7人衆の旧名）が本作より初登場。今回は飛行船や戦艦、戦車など大型兵器も動員している。マリオが7つの国から奪われた魔法の杖をコクッパらから取り返している間に、ピーチ姫を自らの本拠地である「暗黒の国」のクッパ城へ誘拐した。なお、軍団内で首領的立場にある彼が王冠をかぶるのは、今のところこの作品のみである。また、この作品で初めてクッパの性格が前面に出され、一人称が「おれさま」になっている。
戦闘では炎を吐く以外に、高く飛び上がりマリオを上方から踏み潰そうとするが、飛び降りるたびに足場のレンガが少しずつ崩落し、やがてレンガの少なくなった場所に飛び降りて足場を踏み抜いてしまい、そのまま奈落に落下する（自滅を誘う以外にファイアボールやハンマーを何発か当てて倒すことも可能）。
スーパーマリオワールド（1990年）
マリオたちがヨースター島にてバカンスを楽しんでいたところを襲撃。ピーチ姫を誘拐すると同時にヨースター島を占拠し、島に生息していたヨッシーたちを卵の中に閉じ込めた。前作同様にコクッパ7人衆に各ワールドのボスを任せており、クッパ当人はラムネ海溝に構えた「魔王クッパの谷」のクッパ城の奥にて待ち構えている。
今回は小型の飛行船「クッパクラウン」に乗って登場。前2作と違い、常に空中にいる上、マリオの通常の攻撃手段はファイアボールやマントを含めて一切通じない。時折投下されるメカクッパをクッパの頭上へ投げ飛ばすことでダメージを与えることになる。最終的に止めを刺され、ピーチを放り出した後、吹き飛ばされていく。リメイク版のエンディングでは記念写真の右上に影絵で小さく写っている。
ヨッシーのロードハンティング（1992年）
最終ステージとなるステージ12のボスとして登場。最初は機械に身を包んでおり、両腕や腹が発射口となっているが、すべて破壊されると正体を現し、甲羅投げつけや炎での攻撃になる。ダメージを与えるごとに弱点は両腕の発射口→腹の発射口→両腕→口と変わる。敗北後、コクッパたちと共に引き上げる。
スーパーマリオ ヨッシーアイランド（1995年）
幼少期の姿であるベビィクッパが初登場する。ベビィクッパのおつきであるカメックの占いによって、コウノトリに運ばれている最中だったマリオ兄弟が後にカメ一族を脅かす存在となることが判明したため2人を強奪しようとするがマリオの強奪に失敗し、ルイージ奪還のためヨッシーとマリオがクッパ城に訪れたことで初対面となった。興味の対象であるヨッシーに乗っている、という理由で彼らを敵視し攻撃を仕掛ける。最終決戦では、カメックの魔法でとてつもなく巨大化し「ビッグクッパ」となってヨッシーに襲いかかってくる。最終的に止めを刺されて気絶し、駆けつけたカメックによって運ばれていく。
スーパーマリオRPG（1996年）
いつものようにピーチを誘拐するが、上空から降ってきたカリバーがクッパ城へ突き刺さったことにより、遥か遠くへ吹き飛ばされてしまう。自分の城へ帰るべく、残ったわずかな部下たちと共に放浪の旅を続けていたが、部下は全て逃亡、ブッキータワーにて同じく旅をしていたマリオたちと遭遇する。当初マリオたちとは決して相容れようとはしなかったが、後に戦力増強という名目で、マリオたちを強引にクッパ軍団に入団させ（これは彼が言っているだけで、実際はクッパがマリオたちの仲間になっているに過ぎない）、共にカジオー討伐に向かう。
この作品での一人称は「ワガハイ」で、大魔王としての威厳はあまり無く、旅先でしつこく文句を漏らしているものの、利害の一致によって結局は最後までマリオの仲間として行動することになった。また、今回は不忠義とも言えるような行動を取った部下たちを許したり、ブッキータワーに訳あって幽閉されていたワンワンに同情して仲間にするなど、軍団の首領としての器の大きさを見せる場面もある。物理的な攻撃力・耐久力は高い反面、素早さが低いという典型的なパワータイプとして活躍した。通常武器は爪もしくはワンワン。またマリオを敵に投げつけるという荒技も使用している。
エンディングでは戻ってきた部下と共に城の修理に明け暮れる姿が描かれている。なお、今作では火を吐く攻撃は本編中では使用していなかったが、エンディングでは火を吐く姿を見られる。
スーパーマリオ64（1996年）
キノコ城のパワースターを奪うことで、ピーチ姫や臣下のキノピオたちと一緒に城を丸ごと占拠する。パワースターの力で、城内のあちこちに飾られている絵の中の世界すらも占拠し、パワースターの断片を各所に隠していた。
今回は合計3回戦うことになり、対決する度に攻撃パターンが変化する。巨体に見合った怪力や口から吐き出す灼熱の炎、この他にも瞬間移動を使ったり、地震を起こして足場を狭めたりと手強いが、毎回ステージの周囲に爆弾を設置していたため、これを利用されマリオに撃破される。
ラストバトルで敗れた際は、マリオに向けて「せかいでいーちばんまけたくないヤツ」「だーいきらいなへいわがもどってしまう」と述べており、パワースターを120個全部集めているとその数に驚く。そして次に会う時は負けないというセリフを残して引き上げていく。
リメイク作品である『スーパーマリオ64DS』では、クッパが本当のライバルとして認めているのはマリオのみである。そのためクッパのステージがある部屋の封印を解く際は必ずマリオでなければならず、最後の戦いに至っては必要枚数である80個以上のパワースターを持っていてもマリオ以外のキャラクターで進もうとすると果てしない階段になってしまい、入ることができない。
本作でマリオがミスをしたときに出てくるクッパの顔のシンボルマークは後の作品でも使われている。
レッキングクルー'98（1998年）
マリオが旅に出ている間キノコ王国のあちこちにアジト支部を建設し、住民や植物を困らせる。なお、この作品のクッパは他のキャラクター同様ヘルメットをかぶっている他、一人称が「俺様」になっている。真のエンディングでは、クッパの行った迷惑行為はブラッキーに騙されそそのかされてのことだったことが明らかになる（その後怒り心頭のクッパはブラッキーを追い掛け回す）。
マリオストーリー（2000年）
世界征服の野望達成とマリオに完全勝利するために、話を自分の都合のいいように勝手に変えて「スターの杖」を奪い、星の精たちをカードに封印した。ストーリーの冒頭では念願だったマリオ打倒を果たし、ピーチを誘拐する。この際、キノコ城の真下に巨大なクッパクラウンと連結したクッパ城を建造し、城ごと連れて行っている（後にこの城ごとピーチ姫をさらう方法は『スーパーマリオギャラクシー』でも使用した）。
作品中ではオープニングのイベントバトルを含め、計3回戦うことになる。ラストダンジョンを突破するとキノコ城にてクッパと2回目の戦いとなる。この時は「スターの杖」で無敵状態になるため「スターフラッシュ」で解除しなければならない。ラストバトルとなる3回目の戦いは、撤退したクッパを負った先にある装置の上で行うことになる。カメックババが造ったクッパの力を増幅させる装置でパワーアップし、「スターフラッシュ」によるパワーアップ解除をも無効化する。しかしピーチの願いの力を受けて強化された「ピーチフラッシュ」によってスターの杖の力を打ち消され、最終的にはマリオに敗れてスターの杖も取り返される。その後、力を増幅させていた装置が激しい戦いの影響で故障し、エネルギーの暴走でクッパ城が爆発することを知り、慌てて逃げようとするも、カメックババとともに爆発に巻き込まれ遠くに飛ばされる。エンディングのパレードには出演している。
ラストバトルの際は強化された自分には敵わない旨の発言をするが、敗北した時にはどうやってもマリオに勝てないことを悔しがっている。
終盤の2度にわたる決戦では、自身を完全無敵状態にするばかりか、強力な攻撃・回復魔法など、「スターの杖」により様々な技を使用する。また、この作品では彼の側近としてカメックババが初登場する。
スーパーマリオアドバンス（2001年）
同時収録ゲーム『マリオブラザーズ』の対戦型モード「バトル」で、4ステージ目の敵キャラクターとして登場。下から突き上げると怯ませられるが、倒すことはできない。炎を吐いて攻撃してくる。
その後も『2』『3』『4』『マリオ&ルイージRPG』収録の同作で登場している。
大乱闘スマッシュブラザーズDX（2001年）
新キャラクターとして参戦。なお、N64版スマブラの公式サイト「スマブラ拳!!」で行われたアンケート「スマブラ2があるとしたら出てほしいキャラ」では2位のピーチに100票以上の差をつけ1位となっており、さらに初代N64版においても、登場の予定はあったものの、諸事情によりカットになったと語られている。
描写がよりリアルになり、多彩な攻撃もできるようになった。クッパが甲羅に入る動作をしたのは今作が初めてである。また、イレギュラーキャラの一員として、ギガクッパというキャラクターも登場する。
クッパの大きさは他キャラクターより一回り大きい程度にされている。パワー・重さは最強だが、コンボなどが少なく、歩行速度や攻撃速度が非常に遅い。
スーパーマリオサンシャイン（2002年）
ドルピック島における一連の事件の黒幕として登場。ニセマリオの正体にして、今作でシリーズ初登場となった息子、クッパJr.に指示を与える。なお登場するのはラストバトルの時のみ。マリオがコロナマウンテンの頂上に到着した際には、頂上でピーチ、クッパJr.と共に温泉に浸かっており、そこからマリオに攻撃を仕掛けてくる。戦闘時の彼は普段とは比べ物にならないほどの巨体となっているが、エンディングでは通常の大きさに戻っている。そしてクッパJr.に「ピーチはおまえの母親ではない」と本当のことを話そうとするが、本人はピーチが母親ではないことに気づいていた。打倒マリオを誓う息子の姿を見て、親子としての絆を深めると、マリオにリベンジするため、休暇を取ることにする。
今回からクッパに日本制作のゲームで初めて声優が当てられた。担当はスコット・バーンズ。
NINTENDOパズルコレクション（2003年）
『ヨッシーのクッキー』のストーリーモードでは、ピーチの誕生日に備えてマリオとヨッシーが作っていたクッキーを強奪してしまうが、ストーリーモードの最後でこのお話はマリオとヨッシーが作った紙人形劇だったことが明らかになる。オリジナルのラウンドクリア後に流れる寸劇『コーヒータイム』にも登場しており、ピーチたちがクッキーを食べているのを羨ましそうに見たり、マリオに勝負を挑んだり、ヨッシーが落としたクッキーを奪おうとし、逆に自分が落としたものをマリオに食べられたりするなど色々な一面が見られる。
スーパーマリオアドバンス4（2003年）
ゲーム本編では原作『スーパーマリオブラザーズ3』と同様だが、新たに『スーパーマリオアドバンス4 カードe+』のシリーズ2に収録された追加コースカード27「かくしクッパじょう」およびコースカード30「クッパのひこうせん こうへん」にてステージボスを務めている。これらの追加コースではクッパを倒してもエンディングにはならず、コースクリア時は中ボス撃破時と同様の扱いになる。
マリオ&ルイージRPG（2003年）
ピーチの声がバクダン声のままでは敵わないという理由でマリオたちと協力し、騒動の黒幕である魔女ゲラゲモーナを倒そうとする。しかし、ピーチ姫が真相を話さなかったため、最新式の移動用小型飛行機のカメジェットをゲラコビッツに破壊され、墜落した星くずヶ原でホッスィーに捕らえられる(厳密には大砲にはまって動けなくなっただけである)。その後マリオたちとはぐれて一時的に記憶喪失となり、泥棒パーニョの手下「新人クッパ」となってマリオと2度にわたって戦う。その後記憶を取り戻したが今度は落下の衝撃で気絶している間に魂だけとなったゲラゲモーナに憑依されゲラクッパとなってしまい、操られるままにマリオと戦う。最終的には訳も分からぬままクッパ城の爆発に巻き込まれ、空の彼方へ吹っ飛ばされる。エンディングにおいてもマメックに回収され、マリオたちへのプレゼントにされるなど、踏んだり蹴ったりな役回りとなっている。
ペーパーマリオRPG（2004年）
マリオが活躍する本編に対し、クッパ側のサブストーリーに挟み込まれる形で「スーパークッパブラザーズ」というクッパを操作してゴールまで向かうミニゲームが存在する（全3ステージ）。クッパ側のストーリーと本編は一部でリンクすることがある。本作におけるクッパの立ち回りは前作とは違い、あまり大魔王としての威厳が感じられないコミカルな立場となっている。
宿敵マリオとは本編中で2回戦う。1回目はステージ3の中ボス（戦闘が終わると軽くあしらわれるようにいなくなってしまう）、2回目はラストボスの一歩手前のボスとして現れる。
スーパーマリオボール（2004年）
クッパ城に飛ばされたピーチをとらえていた黒幕として、最終決戦に登場。決戦の舞台にはチェーンにつながれたドッスンを仕掛けている。後半戦では自らがボールになる。
ヨッシーの万有引力（2004年）
タマゴじんを魔力でリンゴにしてしまうなど、悪事の限りを尽くしている。それを見かねた本の大精霊ゴッホンに絵本に封じられるが、その際ヨッシーアイランドごと封印されてしまったため、その封印を解くために立ち上がったヨッシーを絵本の最後のページで待ち構える。
その戦いでは、攻撃はほとんど手下のザコキャラクターや上空から降下してくるパラシュート付きの爆弾にまかせ、本人はたまに火炎放射を吹くだけであり、パラシュート付きの爆弾で（ヨッシーに重力を操られているものの）自滅する。最終ステージでは、プレイヤーにせり上がって来る溶岩に落とされてどこかへ飛んでいき、最後に「いつか必ず封印を解いてみせる」と捨て台詞を残しながら封印される。
Dance Dance Revolution with MARIO（2005年）
自らの野望を実現するため、最終ステージ直前で4つのミュージックオーブを全て奪い去る。だが、自分の城へ持ち帰ったオーブを使おうとした直前にマリオたちに奪い返され、ダンスで決着を付けようとする。ダンスバトルでは『マリオカート ダブルダッシュ!!』のクッパキャッスルのアレンジ曲である「ワガハイはボスである!」で対決し、マリオ側は矢印とともに流れてくる三段ロケットのパーツを組み合わせ、クッパ側にロケットを飛ばして攻撃するという形式。マリオに負けた後、オーブを奪った理由が「歌がオンチであるのを直すため」だったと明かされ、願いは叶わなかったもののオーブの力でマリオたちと共に心の中に音楽が満ち、幸せな気持ちとなる。
スーパープリンセスピーチ（2005年）
キド・アイラック島に別荘を構え、バカンスをしている。ゲームの冒頭で、喜怒哀楽の感情を操ることができるというキド・アイラックの杖を奪い、さらにマリオたちを杖の力で捕獲する。
最終決戦で登場。攻撃は突進による体当たりや炎攻撃、ハンマーと過去作とあまり変わらない。杖の力で気分を変え、気分により様々な攻撃を繰り出す。本作ではボスの体力ゲージは5つ分あるが、このクッパ第1形態のみ4ダメージで体力ゲージ1つ分の体力になっている。
倒されると巨大化して復活。この時は炎やハンマーの他、がらくたやボムへいを落とす。ボムへいを目玉にぶつけられて最終的にピーチに敗れ、元の大きさにもどり、パラソル型のキャラクター「カッサー」で吹っ飛ばされる。
マリオ&ルイージRPG2（2005年）
登場するのはゲームが中盤になってからで、なおかつ出番は少なく、ベビィクッパの方が出番は多い。今回起きた騒動を何一つ全く知らない彼はピーチ姫をさらうはずが、彼女に変装したゲドンコ姫（妹）をさらってしまう。逃走先のドッスン・ボルケーノではクッパの幼少時代であるベビィクッパと遭遇するが、お互い過去と未来の自分自身とも一切知らず悪態を突き合う。
戦う場面は2回あり、1回目はステージ中盤でベビィクッパとともに戦う。さらに、ゲドンコ姫（姉）がただのキノコに戻ったあとにそのキノコを食べ（正確にはキノコが勝手に動き、気を失っているクッパの口に勝手に入った）、ゲドクッパとなってマリオに決戦を挑む。1回目はベビィクッパとともに戦うが、2回目のゲドクッパ戦ではマリオ・ルイージ側に回復や攻撃のチャンスが一切なく（ほぼイベント戦闘同然）、この時のクッパはステータス上において最高クラスの数値を誇る。なお、マリオ＆ルイージRPGシリーズで初めて甲羅に入る動作があり、次回作でも使われた。
New スーパーマリオブラザーズ（2006年）
ワールド1に登場し「マリオがスイッチを押して溶岩に落とす」という、約20年振りとなるパターンで敗北する。終盤ステージW8-城にてほねクッパがマリオと対決をするが、高所から落とされ体がバラバラに砕け散る。このほねクッパが登場するステージのあと、ワールドマップ上にワールド8の後半ステージが出現する。
その後、最終ステージ8-クッパ城において、クッパJr.の手で復活し、マリオの前に立ちはだかる。Jr.との同時攻撃や、安易に頭上や足下を潜らせない攻撃パターンもある。最後の戦いでは、ワールド1やほねクッパとの対決時にできた「ダメージを受けながらその時の無敵状態で強引に進む」という戦法は、ダメージを受けると弾き飛ばされてしまうため使えない。
ヨッシーアイランドDS（2007年）
クッパがカメックとともに未来からタイムスリップして来て、自分が子供の頃に生まれていたという、世界を変える力を持つ7人の「スターチルドレン」を手中にするべく活動する。過去のクッパ城を根城にしているがベビィクッパに「大人になっても負けっぱなし」と指摘され、怒って遠くに殴り飛ばしたりしている。最終決戦においては、最初はいつもどおりの大きさだが、第2形態ではカメックの魔法によってクッパ城に収まらないほどに巨大化する。
エンディングにて、実はクッパ自身もスターチルドレンの1人であったということが判明する。
スーパーペーパーマリオ（2007年）
マリオたちの仲間として活躍する。マリオやピーチの2倍の攻撃力を持ち炎を吐くことができるが、体が大きいためダメージを受けやすいという欠点もある。ノワール伯爵によってピーチと結婚式を挙げるが、それが世界を滅亡に導く「コントンのラブパワー」を生み出すことになる。その後はクッパ軍団の残党と共にステージ3「ピクセランド」に飛ばされ、近くにあった砦に住み着く。マリオがやってきたことで対決するが敗北し、世界滅亡の話を聞いて仕方なくマリオたちに協力し、ヨゲン書に書かれた「4人の勇者」の1人として共に冒険することになる。
ピーチに説得され、しぶしぶ手助けするような素振りを見せたりもするが、重要な場面でマリオたちを助け、ストーリー後半になると珍しく協力意思を示し、頼もしい言動も見せている。最終局面では諦めかけたマリオたちを一喝して戦意を復活させる場面もあり、彼らと共にスーパーディメーンに挑み世界滅亡の予言をくつがえす。
なお、物語の原因となった「黒のヨゲン書」によるとクッパとピーチは「決して結ばれない」とされている。ペーパーマリオシリーズで初めて甲羅に入る動作があり、アクロバットも披露する。
本作のみ、エリック・ニューサムが声を当てている。
いただきストリートDS（2007年）
最後のツアーに登場。ランクはマリオと同じくAランク。マリオは株でコツコツ儲けることを得意とするが、クッパは5倍買いや相乗りという積極的な行動にも出る。プレイヤーが男か女かよって極端に態度が変わったり、ピーチ姫やデイジー姫に親しげに語りかけたりと、女たらしな面も見せている。
スーパーマリオギャラクシー（2007年）
プロローグにおいて、UFOを使ってピーチ城ごとピーチ姫を連れ去り、飛行船などの大型兵器も動員する。今回は『スーパーマリオ64』同様、中ボス兼ラストボスとしてマリオの前に3度立ちはだかる。この作品におけるクッパの野望は「銀河征服」で、最終的にはピーチ姫と暮らす銀河帝国を作り上げるというスケールの大きいものであり、普段の彼らしからぬクールな言動を見せ、新しい技でマリオを苦しめる。一方で、フィールドの仕掛けと自身の技が原因で自滅する点は従来シリーズと変わらない。
最後は自分の銀河を創っていたギャラクシープラントでの決戦で敗北後、自身の星が消えていく様を見て嘆きながらビッグクランチに巻き込まれ、銀河の核とするべく創っていた「大王星」も崩壊する。エピローグでは、地球に戻ってきたらしく、マリオたちと共に空を見上げる。
本作から主にケニー・ジェームズが声を当てるようになった。
大乱闘スマッシュブラザーズX（2008年）
前作に引き続き参戦。能力バランスが調整された。大きな変更点は横必殺ワザが「ダイビングプレス」に変更されたことで、投げ技なのでガードされない他、相手をつかんだまま一緒に穴に落下して道連れにするなどの応用ができる。今作では新アイテム「スマッシュボール」を取ることにより発動する「最後の切りふだ」で一定時間、前作事実上のラストボスでイレギュラーキャラだったギガクッパに変身できるようになった。
声優は当てられず、声には専用のサウンドエフェクトが使われている。また、デザインに関しては、全体的に怪獣のようだった前作のフォルムから、『マリオシリーズ』のものに近いフォルムになった。
マリオ&ルイージRPG3!!!（2009年）
ストーリーにおける事実上の主役として登場し、シリーズ前作までとは打って変わって出番が大幅に増えた。欧米版のゲームタイトルは『Mario & Luigi: Bowser's Inside Story』となっており、タイトルにBowser（クッパ）の名前が入ったゲーム作品は本作が初となる。ゲーム上においてもマリオたちと並んでもうひとりのメインプレイヤーキャラクターになるなど、名実ともにクッパがメインとなる作品である。
奇病「メタコロ病」の対策会議に招集されなかったことを不服としてピーチ城に乗り込むが、星の精イエロースターに本来の力を封じられ、あっさり敗北する。さらにメタコロ病騒動の黒幕であるゲラコビッツの野望に利用される。クッパ城はゲラコビッツに占領され部下の大半が洗脳され、それを知り城の奪還を目指すこととなる。クッパはマリオたちを体内に吸い込んだとは一切知らず、「チッピー」と名乗るイエロースターを通じて間接的にマリオたちに協力していることも知らない。
ストーリー中に体内のマリオらの助けで瀕死状態から復活した際、反動で巨大化しそのまま戦闘となる場面があり、この時の大きさは占拠されたクッパ城よりも巨大だという『ヨッシーアイランド』のビッグクッパに匹敵する大きさとなる。
ゲームの性質上、今作ではストーリーの上では敵としての登場は2度だけである（ゲーム開始直後のチュートリアルを含む）が、クッパ体内に存在するチャレンジホールにて、メドレーバトル最後のボスとして、マリオ・ルイージの記憶から構築した仮想ボス「クッパX」と戦うことができる。外見上の差異はあまり見られないものの、倒すまでのターン制限がある。
最終的にはクッパをコピーした暗黒のパワーの化身であるダーククッパを倒した後、クッパ体内から脱出できたマリオ兄弟とイエロースターとの会話で事の真相を悟り、彼らに襲い掛かるが敗北する。療養や軍団の復興のため、しばらく大人しくすることを決めるが、結果として彼のおかげで世界が救われたため、後日にピーチ姫から感謝とお見舞いの印としてケーキが届けられる。最初は「いらん」と意地を張っていたが、部下たちがいなくなった後にこっそりプレゼントを見ている。
New スーパーマリオブラザーズ Wii（2009年）
クッパJr.とコクッパ7人衆（本作からはクッパの手下の設定）を指示していた黒幕として、最終決戦に登場。ただし、それまでは一切出番がない。
安易に潜り抜けさせないパターンや大量のファイアブレス攻撃は健在。『New スーパーマリオブラザーズ』の時と同様、自分の背後にスイッチを用意しており、これを作動させられることで足場が崩壊し、転落する（ただし、今回はスイッチ付近に来ても追いかけてこない）。しかし、カメックの魔法で画面に上半身しか入りきらないほどの巨体となって復活し、マリオたちに再び襲い掛かる。この状態のクッパはマリオたちの如何なる攻撃も通用せず、溶岩に入っても平気で襲ってくるが、最後には城の床をスイッチにより抜かれて、再び転落する。
エンディングでは、コクッパたちに城の外に運び出されて起き上げられるが、今度は起き上がった衝撃で倒れてきた城の下敷きになり、悲鳴をあげた。
マリオ&ソニック AT バンクーバーオリンピック（2009年）
DS版のアドベンチャーツアーズではドクター・エッグマンとともにブリザランドの住民を騙し、自分たちの城や基地を作らせ、ブリザランドだけに雪を降らせる。エッグマンとともにマリオとソニックに3回も勝負を挑むも敗北し、一時は去っていくがクリア後に再戦、再び敗北してしまう。その後、悔しさのあまりエッグマンたちとともにマリオとソニックたちの後をこっそりとついて行こうとする（ただし、マリオやソニックたちは既に気づいている）。ラストでは「青いハリネズミに自分のオリンピックを台無しにされるとは」と発言しており、事実上ソニックのことも敵視することとなる。
スーパーマリオギャラクシー2（2010年）
グランドスターを丸呑みにして巨大化した姿で登場。『ギャラクシー』と違い、部下や兵器を導入している描写はなく、パワースターの力を使って巨大化したクッパ一人で攻め込みピーチをさらう。誘拐と宇宙進出の理由は、「巨大化した自分にふさわしい大きさの世界」と「自身を祝福するべくピーチのケーキ」が欲しいからという彼らしいごく私的なもので、『ギャラクシー』のような盛大な野望は無かった。本作ではやたら「スーパー」を発言することが多く、グランドスターのおかげで空を飛んだり、隕石を呼ぶなど過去の作品とはまったく違う技でマリオを苦しめる。最終決戦では一度敗れてもワープで再びグランドスターの力を取り込み、マリオと決着を着けようとするが敗北し、「ケーキが食べたかった」と悔やみながら、グランドスターを残しワープする。エンディングでは、今までの悪影響なのかピーチ城の野原で小さくなった姿で登場する。今作では声優としてスコット・バーンズ（エンディングの一部）とケニー・ジェームズが共演している。
スーパーマリオ 3Dランド（2011年）
オープニングでピーチをさらい、スーパーこのはを奪っていた。奪ったスーパーこのはを悪用し、手下たちをパワーアップさせたり、各砦のクリボーやカメックに影武者として化けさせるなど策略的なところを見せた。ワールド8の砦にてついに本物が登場し、マリオの攻撃が一切効かないタフさを見せる。一度はマリオによって溶岩に落とされ、溶岩の底へ沈んでいくが這い上がり、ピーチを抱えて本拠地のクッパ城へ逃げていく。最終決戦ではタルや鉄球を投げ、マリオを苦しめる。上記のような手強さとは裏腹に最終決戦では自らの重さで地面が崩れて落ちたり、最後のスイッチを押されて落下する際、壊れた橋の瓦礫に頭をぶつけるなどコミカルさも見せる。本作では三度も溶岩に落とされるがエンディングでは手下のクリボーたちと共に登場している。マリオに倒された後、自分の代わりにほねクッパにルイージをさらわせてマリオをスペシャルステージに誘い込み、その隙に再びピーチをさらう。本作では、写真入りの手紙をマリオに送るなど律儀な一面も見せる。
いただきストリートWii（2011年）
『いただきストリート』シリーズで初のキャラクターであるクッパJr.と一緒に参戦。クッパJr.は前作では背景キャラクターだったが本作ではプレイヤーとして使える。
マリオ&ソニック AT ロンドンオリンピック（2012年）
3DS版のエピソードモードでは、エッグマンとともにオリンピックで金メダルを手に入れるために猛特訓をするほど本大会を楽しみにしていたが開会式前日にもかかわらず肝心の招待状が届いていなかったため、マリオたちが自分たちを除け者にしてオリンピックを楽しもうとしていると思い込み、バンクーバーの時と同じくエッグマンと手を組みオリンピックを中止にしようと企む。なお、本作で初めてエッグマンの名前を呼ぶ。ほねクッパも登場しており、手下のカロンとともにマリオとルイージと戦うも敗北し、霧を増殖する機械を破壊され、引き上げる。クッパはエッグマンの科学の力を借り、ルージュやオメガを操り、自分の偽者にナックルズとベクターの相手をさせる。その後、機械が全て破壊されたため、エッグマンのマシンで霧の力を一気に放出しようとするが、霧には力を増大させる能力があることを知り、エッグマンとともにパワーアップし、マリオたちに仕返しをしようとするも失敗に終わる。その後、真相を知ったマリオたちから誤解であると話されて和解し、エッグマンとともに一緒にオリンピックを楽しむことになる。
New スーパーマリオブラザーズ 2（2012年）
コクッパ7人衆を指示していた黒幕として、最終決戦に登場。
ファイアブレス攻撃のほか、「スーパーマリオブラザーズ」以来となるハンマー投げ攻撃をしてくる。「New スーパーマリオブラザーズ Wii」のときと同様、後ろに用意したスイッチをマリオに押されて橋を落とされ、高所から転落。その後コクッパの魔法で巨大化して復活する。前作ではステージの端からマリオを襲っていたが今回はステージの奥に陣取り、せり上がって来る溶岩に入り、上昇するリフトを引っ掻いて破壊する。マリオが大きい足場にいるときは炎を吐いてくる。最後は最上部の巨大スイッチを押されて城の床が崩れ、再び転落する。その後スタッフクレジットの背景にて、コクッパたちに救出されるもクッパが重過ぎるため、クッパクラウンでは支えきれず墜落し、クッパは地面にめり込む。
なお、エンディング後に出現するスターワールドに裏ボスとしてほねクッパが登場する。
ペーパーマリオ スーパーシール（2012年）
物語冒頭で願いをかなえる力を持つ「ロイヤルシール」欲しさにシールフェスタに乱入し、「ロイヤルシール」にイタズラしてばら撒いてしまい、その拍子に偶然頭に貼り付いたロイヤルシールの力で体全体がキラキラと光り、正気を失い暴れ出した挙句ピーチをクッパ城に幽閉する。
最終決戦で再登場。戦闘は2回。1回目の戦いは体力が減ると4段階に行動パターンを変える。自らの攻撃は押しつぶし、火炎放射、甲羅での体当たりなど。最初はフィールドの壁の扉から手下を呼び出し、第2段階ではバッタンに前方をガードさせ、第3段階ではバブルを指示して攻撃、第4段階ではワンワンを従える。マリオに敗れてステージの外に転落するが、今度はロイヤルシールの力で巨大化して復活。巨大化後は巨体を生かしたパンチや火炎放射で攻撃する。
倒された後はロイヤルシールの力が解けて気を失った状態で倒れる。その後、エンディングでは再開したシールフェスタに再び忍び込み、懲りずにロイヤルシールを奪おうとするが、ルーシーに怒られて悔しがる。なお、今作では言葉を発しない。パレードにも登場している。
New スーパーマリオブラザーズ U（2012年）
クッパJr.とコクッパ7人衆を指示してピーチ城を乗っ取った黒幕として最終決戦に登場。ゲームスタート直後では、ドングリへいげんに派遣されたレミーに対し、他のコクッパたちがそれぞれのワールドに行くことを伝える。
戦闘は2段階。第1段階はそれまでのNewスーパーマリオブラザーズシリーズ同様に、ファイアブレス攻撃主体。スイッチをマリオに押されて足場を落とされ転落。今回はマリオが奥へ去って行った後、クッパJr.が乗るクラウンに回収されたカメックの手によって巨大化し復活、クッパJr.とともに再び戦闘を仕掛けてくる。巨大化後も基本的には巨大化前同様にジャンプやファイアブレスで攻撃するが、前作と違い、クッパJr.のクラウンやファイアボールでダメージを与えられるようになっている。攻撃されるたびにクッパJr.やコクッパ同様甲羅に引っ込み、体当たりを仕掛けてきたり（アクションゲームでクッパが甲羅に入る動作をするのは今作が初めて）、上から火炎弾を大量に降らせるという『スーパーマリオ64』にもあった行動をとる。他にもRPGシリーズで見せた引っかき攻撃や踏み潰し攻撃も見せる。
最終的にマリオに敗れ、よろけてバランスを崩し転落。ピーチ城前で気を失っていたが、クッパJr.とコクッパたちが乗った飛行船のプロペラ音で目覚め、しがみつこうとするが、クッパが重すぎて飛行船はバランスを崩し、近くの山に墜落。クッパJr.のクラウンにしがみついて、コクッパたちとともに自分たちの城へ去っていく。
マリオ&ルイージRPG4 ドリームアドベンチャー（2013年）
マリオ兄弟とピーチがマクラノ島へバカンスに来ているということで、クッパもピーチをさらおうと後を追ってマクラノ島へやってくる。その後、夢世界への入り口を見つけ、夢世界でピーチを連れ去ったアックームとマリオ兄弟が対峙しているのを目撃。自らの野望のためクッパを利用しようとしていたアックームと手を組み、マリオ兄弟に襲いかかるが敗北。その後夢世界から脱出し、ドリームストーンの力で「ネオクッパ城」を建造しピーチを幽閉、そこで待ち受ける。
ネオクッパ城ではある部屋でバリアの中で眠っており、夢世界からネオクッパ城にエネルギーを供給していることを知り、夢世界から叩き起こしてエネルギー供給を断つため夢世界に乗り込んだマリオが夢世界のクッパを発見、巨大化して襲いかかる。ここではマリオに同行するユメルイージが合体・巨大化しての巨大化バトルとなり、この戦いでは主に突進やボディプレスなどの肉弾戦で戦い、後半になるとステージにある砦から部下を呼び出したり、円形のリングに移動してベーゴマ対決を挑む。マリオによるとどめの一撃で倒されてもさらに巨大化して復活しルイージを苦しめるが、マリオのスタードライバーで襲われ敗れる。またこのバトルでは戦闘中何度もルイージに溶岩に落とされ、尻尾を火傷しながらも溶岩から這い上がるなど過去の作品のようなタフさを見せる。敗北後、現実世界のクッパは目が覚め、アックームを見限って屋上へ逃走する。
マリオ兄弟が屋上にやってくると、ドリームストーンの力でマリオたちを消そうとするが、ピーチとイエロースターにドリームストーンを壊され、激高してストーンの破片を吸収し「ドリームクッパ」となり、ピーチはおろかマクラノ島、さらには全世界の支配を目論み、マリオ兄弟に襲いかかってくる。この戦いではターゲットが本体の他右腕・左腕の3つあり、右腕は本体への攻撃をガード、左腕はマリオかルイージの片方を捕まえる。本体の攻撃は分身しての連続火炎弾、コイントスからのハンマー攻撃、火炎ビームからの衝撃波などで、ヘイホーひこうていDXを呼び出して砲撃させたり、部下を召喚してマリオたちと戦わせ、その間に回復するといった戦法も取る。
最終的にマリオたちに敗れ、ハンマーで吹っ飛ばされる。エンディングではボロボロの小型クラウンにのっかり、部下たちとリベンジを誓っていたところ、空から大量のコインが降ってきたため、部下が騒ぎだし、その衝撃で墜落してしまう。なお、この時『マリオ&ルイージRPGシリーズ』では初めてルイージの名前を呼んでいる。
スーパーマリオ 3Dワールド（2013年）
ようせいの国を襲撃し、クッパ城とクッパワールドを建て、7人のようせい姫をとらえて各ワールドに幽閉し、各地の手下にスーパーベルなどを与えてパワーアップさせる。
ストーリーにおいては3回戦い、ワールド1と7では車に乗り、爆弾や火炎弾を投げつけて攻撃する。この2回はいずれも爆弾を投げ返されて車にぶつけられ、吹っ飛んだ衝撃で足場が崩れ転落。ワールド7ではいつものように溶岩に転落するも今回も溶岩から這い上がり、7人のようせい姫をまとめてさらい、本拠地であるクッパワールドへ逃げていく。
最終ワールドとなるクッパワールドのスーパータワーでの最終決戦では自らスーパーベルを使用してネコクッパとなる。最初はそれを生かし、壁にしがみついて上下に移動して進路を妨害してくるが、上の広い足場に到達するとブロックに乗っかって、エネルギー弾を撃つ。その際POWブロックに乗っていたため、ブロックをたたかれて上に吹っ飛ばされる。その後はダブルチェリーで5体に分身し、壁から顔やしっぽを出して、腕やしっぽを振りまわして進路を妨害する。タワーのてっぺんに到達すると1体が巨大POWブロックに乗っかってエネルギー弾を放ち、他4体は周囲から火炎弾を放つ。最後はPOWブロックを作動されて遠方へ花火とともに吹っ飛ばされる。エンディングではもとのクッパに戻り、瓶に閉じこめられている姿で登場している。
ヨッシー New アイランド（2014年）
ベビィクッパが登場。ヨッシーたちのすむ浮遊島「たまごじま」に城を構えており、カメックを指示していた黒幕として最終決戦で登場する。カメックはコウノトリに運ばれていたマリオ兄弟の強奪を試み、ルイージの強奪は成功したもののマリオの強奪には失敗して取り落としてしまい、マリオが落下したたまごじまのヨッシーがルイージ奪還のためクッパ城に乗り込んだことで襲ってくる。いちど倒されるとカメックの魔法によって巨大化し再び襲い掛かる。
激闘の末ベビィクッパはヨッシーによって倒され、カメックに連れられ城を去るが、今度は大人クッパが未来から突如現れ襲いかかってくる。この大人クッパも一度撃退された後（この際、投げつけられたテツタマゴを後ろに捨てたため、乗っていた足場を踏み壊して溶岩に転落し、やけどして出てくる）、カメックによって巨大化し再び襲いかかる。最終的にヨッシーによって倒され、大人クッパは未来へ退散していく。
ベビィクッパはふんばりジャンプからのヒップドロップ衝撃波攻撃をメインに行動し、ダメージを受けると炎で反撃する。巨大化後は左右に動きながらメガヘイホーを召喚しつつ上からの火炎弾および火炎なぎ払いで攻撃し、ダメージを受けると連続ジャンプで足場を上下させる。未来の大人クッパは、第1段階ではジャンプによる岩石落としと火炎弾で攻撃し、時たま大ジャンプしテツヘイホーを召喚。巨大化後の行動はベビィクッパとあまり変わらないが、「マリオ&ルイージRPG4」でも見せた右腕ガードでメガタマゴを防ぐことがある他、カメックが一緒に襲ってくる。
大乱闘スマッシュブラザーズ for Nintendo 3DS / Wii U（2014年）
前作から引き続き参戦。従来の姿勢と異なり少し立った姿勢になっており、普通に走るようになるなどモーションの多くが変更されかなり強化された（ギガクッパ変身も続投されたが、こちらは従来通りのモーションである）。色彩も前作と異なり、原作に近い明るい色彩となった。
勝利ファンファーレも従来のものから変更され、従来のもののギターアレンジとなっている（クッパJr.およびクッパ7人衆も同じものを使用）。ボイスは本作でも声優は当てられず、新作のサウンドエフェクトが使われている。
パズル&ドラゴンズ スーパーマリオブラザーズ エディション（2015年）
キノコ王国に突如現れた、不思議な力を持つ「ドロップ」の噂を嗅ぎつけてピーチを襲撃し誘拐する。7人衆とクッパJr.を指示していた黒幕として、ワールド8のクッパ城の最終決戦で登場。属性は火と闇。
戦闘では通常攻撃の他、強力なクッパブレスや、味方を行動不能にする雄叫びなどを繰り出してくる。いちど敗北すると今度は7人衆を呼び寄せ「クッパ軍団」として同時にクラウンに乗り込み、Jr.とともに襲い掛かってくる。この時は通常攻撃やクッパブレスの他に、自らの属性を変化させたり、倒されたクッパJr.を復活させるといった行動をしてくる。
マリオたちに敗北後はリベンジを約束し、アシストキャラクターとして使用可能となる。アシストスキルは6コンボ以上で攻撃力3.5倍「ワガハイのちから」、スキルは敵全体に残りHPの割合ダメージの「クッパブレス」。
なお、裏ワールド8のクッパ城ではほねクッパが登場し、こちらを倒すとほねクッパ（闇）とクッパがパワーアップしただいまおうクッパ（闇・水）がアシストキャラクターとして使用可能となる。ほねクッパはアシストスキルが7コンボ以上で攻撃力4倍「ふくしゅうのほのお」でスキルが敵全体への割合ダメージ攻撃「クッパスマッシュ」、大魔王クッパはアシストスキルが8コンボ以上で攻撃力4.5倍「はかいのれんさ」、スキルが全ドロップを光・闇・回復に変換する「クッパのいちげき」である。
ヨッシー ウールワールド（2015年）
カメックを指示していた黒幕として、ベビィクッパが最終決戦に登場する。ヨッシーをばらばらの毛糸に変え、それで新たな城の建設を計画していた。戦闘では2回戦い、2回目はカメックの魔法と毛糸の力によって巨大化しビッグベビィクッパとなって襲い掛かる。しかし敗れてカメックともども撤退する。
スーパーマリオメーカー（2015年）
『スーパーマリオブラザーズ』『スーパーマリオブラザーズ3』『スーパーマリオワールド』『New スーパーマリオブラザーズ U』の4作品全てのゲームスキンで使用可能なキャラクターとして登場。『スーパーマリオワールド』のゲームスキンでは新規にドットデザインされている。1つのエリアに3体まで配置することができ、コース制作時にスーパーキノコを与えて巨大化させたり、羽根を与えたり、クッパクラウンに乗せたりすることなどが可能。クッパの別バージョン扱いとしてクッパJr.も同様に配置できる。
また、『スーパーマリオブラザーズ』のゲームスキン時のコースでは、条件を満たせばマリオがクッパの姿の「キャラマリオ」に変身することもできる。
マリオ&ルイージRPG ペーパーマリオMIX（2015年）
ピーチ城にある本からペーパーキャラクターたちが飛び出した際にペーパークッパもペーパークッパJr.や部下共々放り出され、ペーパークッパがクッパ城を訪れてこの世界のクッパと出会う。両者はいがみ合いつつもお互いの力を認め、利害の一致で協力しピーチ城を襲撃してピーチ姫とペーパーピーチを捕まえ、クッパ城に連れ去る。その後、キノピオを働かせてニテルデ諸島の地下鉱石を掘り出してクッパ城の改造を進め、クッパJr.たちが城に乗り込んできたマリオたちに敗れてピーチ姫を奪還された頃に改造を完了、空中に持ち上げてネオクッパ城とし、城に設置された多数の大砲でピーチ城を砲撃しようとする。
やがてマリオたちが再度ネオクッパ城に乗り込むとクッパ型ドデカクラフトでマリオたちのドデカクラフトを焼き去り、これにヒントを得たキノピコが新たに製作したファイアマリオのドデカクラフトと対決する。ドデカクラフト対決に敗れた後、屋上へ逃走する。
屋上での最終決戦では時々片方が甲羅に入ってガードしつつ、2人で火炎放射やトゲ鉄球投げを行うが、ある程度ダメージを受けるとペーパークッパがクッパ軍団を吸収し、それにクッパが融合して、ペーパークラフトの装甲をまとった「アーマークッパ」へと変化する。
最終的にマリオたちに敗れて2人のクッパの融合が解け、現実世界のクッパは落下した弾みで城外へ落ち、その場に落下したペーパークッパは元いた本の中の世界へと戻される。落ちてきたクッパが再度ピーチ城を襲撃し、マリオたちが迎撃しに行くところで物語が終わる。
ペーパーマリオ カラースプラッシュ（2016年）
実は今作では悪事を働いたわけではなくイロドリアイランドを訪れた際、イロドリの泉の6色のペンキを見て、甲羅をペンキでカラフルに塗ることを思いつく。しかし「6色のペンキをすべて混ぜると黒ペンキが発生する」とは知らずにイタズラ心で泉のペンキを混ぜてしまい、その結果発生した黒ペンキに飲み込まれて意識を乗っ取られ、大ペンキスターを投げ飛ばし、部下の7人衆に行方を捜索させるとともに、ヘイホーら手下を送り込んで色を吸わせ、クッパ城内の工場に運び込んで混ぜ合わせ黒ペンキを製造する。
マリオが1つ目の大ペンキスターを泉に戻した直後、イロドリタウンに現れてピーチを捕らえて城へ運び込む。その後最終決戦で登場。攻撃で抜け落ちた黒ペンキから黒バブルを生成してマリオを苦しめる。ある程度体力が減ると一瞬だけ正気を取り戻すも今度は体から離れていた黒ペンキがクッパに戻り、その影響で巨大化。しかし、それに気づいたペンキーが黒ペンキを吸収したため逆に劣勢に立たされ、とどめの黒ペンキブレスも残らずペンキーに吸収されて力を失い、マリオにとどめを刺される。
敗れた後は黒ペンキの憑依も解け再度正気に戻るが、また敗北したことに気づき、城から吹っ飛ばされる。7人衆ともども飛行船で撤退するが、花火が船に命中し墜落するなど、散々な目に遭う。エンディングのパレードではクッパクラウンに乗りながら飛行船に吊り下げられている。
スーパーマリオラン（2016年）
マリオがピーチ城へ行こうとした途端に突如現れ、その後キノコ王国を襲撃しピーチ姫を誘拐する。ワールドツアーの奇数ワールドのボスとして登場するがこれらは部下が化けた偽物のクッパであり、後ろにある斧で橋を落とすと正体を現して倒れる。本物はワールド6-4のクッパ城にいて、クッパクラウンにのって襲いかかってくる。
マリオ&ルイージRPG1 DX（2017年）
ゲーム本編では原作『マリオ&ルイージRPG』と同様だが、追加モード「クッパ軍団RPG」ではクッパが星くずヶ原から吹っ飛ばされた後、記憶喪失になったいきさつが描かれている。大砲で飛ばされたウフマウンテンで偶然落ちてきたクリボー隊長が頭にぶつかったことで記憶を一時的に失う。その後マリオたちがクッパ城でゲラクッパを打倒して脱出開始後、追ってきたクリボー隊長たちと合流を果たすも脱出が間に合わず吹っ飛ばされる。飛行機でキノコ王国へと戻り、新たな城で改めてクリボー隊長の活躍をほめたたえるが、彼が記憶喪失の原因だったことに気づき、隊長の地位を剥奪する。
スーパーマリオ オデッセイ（2017年）
「とある地球」にある帽子の国カブロンを襲撃してティアラをさらい、ピーチにかぶせて結婚式を挙げるべく、飛行艇に乗り込んできたマリオを吹き飛ばして帽子を踏みつぶし、各地を駆け巡る。本作ではJr.や7人衆は動員せず、月の住人であるウサギのウェディングプランナー集団・ブルーダルズを雇って配下としている。とある地球での拠点となるクッパ城はこれまでと違って和風になっている。
雲の国で1回目の対決後、オデッセイ号を大砲で撃墜。ホロビアではドラゴンを、クッパ城ではブルーダルズの操縦する巨大メカ「メカブルード」を差し向けて時間稼ぎをし、月へと向かう。そして月面のハニークレーターにある教会に入り、乗り込んできたマリオを地下空洞へ落として最終決戦。しかしマリオに負けて気を失っていた間に地下空洞が崩れ出し、キャッピーの能力でマリオにキャプチャーされ、マリオに操られるままピーチとともに地上へと脱出する。今度こそとマリオとプロポーズを競うが、あまりのしつこさに両者共々ピーチに見限られてしまう。その後は二人仲良く落ち込むが、オデッセイ号に乗り込んだピーチに置き去りにされそうになってしまい、船に急ぐもマリオが彼を踏み台に飛び上がって乗り込んだため、クッパはその衝撃でひっくり返ってしまった。その後地球に帰れたのかは不明。
2度の戦闘ではパンチグローブのついた帽子を投げる、衝撃波、巨大球を投げる、炎ブレス薙ぎ払い、尻尾を振りまわすといった多様な攻撃を行う。クリア後に再戦できるモードでは、攻撃力と難易度が上昇している。
マリオ+ラビッツ キングダムバトル（2018年）
キノコ王国が巨大な渦に飲み込まれた際に邪悪な力「バグ」が城を襲撃したため、Jr.ともどもドラゴンと戦っていたが、その最中にドラゴンに取り込まれて「メガドラゴンクッパ」になってしまい、マリオやラビッツたちに襲いかかってくる。しかしマリオたちによって撃退される。
マリオテニス エース（2018年）
ストーリーモードにおいては最終決戦で登場。マリンスタジアムでエスターカップに乱入し呪われたラケット・エスターを奪った結果エスターに操られてしまい、エスタークッパと化して襲いかかる。
大乱闘スマッシュブラザーズ SPECIAL（2018年）
前作に引き続き参戦。本作では最後の切りふだの仕様が変更され、ギガクッパに変身して画面奥に移動し、カーソルで照準を合わせて強力なパンチを繰り出す「ギガクッパパンチ」になった。
最後の切りふだで変身するものとは別に「灯火の星」や勝ちあがり乱闘に大型ボスとしてギガクッパが登場する。このギガクッパはHPが設定されており、HPを0にすれば撃破となる。灯火の星ではギガクッパがクッパの母体を兼ねており、ギガクッパを倒すとクッパが解放される。
マリオ&ルイージRPG3 DX（2018年）
「クッパJr. RPG」では本編でダーククッパを倒しクッパ城に帰還し静養したクッパのその後が描かれており、SSカンパニーを打倒したクッパJr.に父親として戦いを挑む。倒すと仲間になる。またその後のクエストではクッパの幻影が7人衆の幻影とともに登場し、ドンドクドンダZで全体を狂モンスター化して襲いかかってくる。
ヨッシークラフトワールド（2019年）
ベビィクッパはこれまでのヨッシーシリーズと異なり、カメックとともに行動している。ヨッシーの島を襲撃し、願いをかなえる力を持つ「ねがいかなえ太陽」の噂を聞きつけ、強奪を試みるもヨッシーたちと取り合いになって力の源である5つの太陽のビーズが飛散してしまい、ヨッシーたちとは別で捜索する。
最終決戦ではねがいかなえ太陽の力で作られた巨大メカ「さいきょうクッパキング」に乗り込んで襲いかかってくる。敗れた後、カメックの魔法とねがいかなえ太陽の力により巨大化してビッグベビィクッパとなり再度襲いかかるが、結局はヨッシーに敗れてカメックと共に撤退していく。
スーパーマリオメーカー2（2019年）
前作同様、『スーパーマリオブラザーズ』『スーパーマリオブラザーズ3』『スーパーマリオワールド』『New スーパーマリオブラザーズ U』の4作品のクッパに加え、『スーパーマリオ 3Dワールド』ではネコクッパが使用可能。
ストーリーモードではネコクッパが登場。ピーチ城完成を目前にキノピコ親方をさらうが、マリオによって撃退される。
ペーパーマリオ オリガミキング(2020年)
ピーチからオリガミ祭りに招待されたところ、オリーの襲撃を受けて中途半端に折られてしまい、元に戻るべくマリオと手を組みピーチ城が運ばれる際にはクッパクラウンで避難する。
その後、天空スパーランドに墜落したクッパ城に幽閉されるもマリオに救出され、城に格納されていた飛行艇でピーチ城へと乗り込み、城内でホッチキスを倒すとようやく元に戻れる。
オリー王との最終決戦では第二段階でオリビアによって折り紙に折られ、紙相撲で対決。その後はオリガミ祭りを楽しんでおり、最後までマリオと戦うことは無い。
スーパーマリオ 3Dワールド + フューリーワールド(2021年)
「フューリーワールド」では、クッパJr.と一緒にネコの国でバカンスを満喫していたが、眠っている間にクッパJr.が自身にマジックブラシで落書きしたことで、黒い絵の具に体を取り込まれ暴走した「フューリークッパ」と化してしまう。ネコ湖で暴れており、湖の灯台に絵の具をかけて光を封じ、湖の広範囲を黒い絵の具で覆う。
スーパーマリオブラザーズ ワンダー(2023年)
カメックとクッパJr.を従えてフラワー王国を襲撃。ワンダーフラワーを奪い、その効果でクッパクラウンごとフラワー城と一体化した「城クッパ」へと変化。マリオ一行の牽制はカメックやクッパJr.に任せ、城を雲パックンで守り、自らは世界中を自らの支配下に置くべく、ある計画の準備を進めていた。
マリオのバラエティゲーム・スポーツゲームシリーズ全般
プレイヤーの一員として登場し、正々堂々と戦おうとするなど、設定上フレンドリーな一面も見せている。マリオやピーチなどとコンビを組むことも可能であるが、野球ゲームの『スーパーマリオスタジアム』シリーズなど相性が存在する作品では相性が悪く設定されている。能力付けが存在する作品では、総じて機動力には劣るが、巨体によるパワーと重量を活かしたパワー型・ヘビー級のキャラクターとなっている。基本的に初期に使えるキャラクターの中では最もパワーと重量が高いが、ボスパックンやほねクッパなど、クッパよりパワーや重量の高いキャラクターも存在する。
マリオ&ルイージRPG ブラザーシップ!(2024年)

### マリオパーティシリーズ
毎度のようにゲームの乗っ取りを企んでいる他、クッパマスに止まるとマリオたちのスターやコインを奪う、自分だけが得をするインチキなイベントに参加させるなど、妨害を繰り返す。たとえ相手がピーチ姫を含めた女性キャラクター・自身の分身であるミニクッパや息子のクッパJr.・クッパ軍団の部下たち（ノコノコ・テレサ・カロン・ゲッソー・ハンマーブロス・ヘイホー・カメックなど）であっても一切容赦はしない。ただし、ミニゲームをクリアした場合は悔しがりつつも見逃してくれたり、最下位のプレイヤーにはコインをプレゼントするなどの一面も見せる。全員の持ちコインをまとめ、平等に分けるイベント「クッパかくめい」はマリオパーティにおけるクッパの代名詞である。また、3とスーパーを除いた全ての作品にクッパをモチーフとした隠しボードマップが登場している。
マリオパーティ（1998年）
クッパマスで敗者が大損害を被るクッパミニゲームを仕掛けたり、すれ違った相手に何かと因縁をつけてコインやスターを巻き上げるなどプレイヤーの妨害を繰り返す。ただし、1枚もコインを持っていないプレイヤーにはコインをあげたりもする（本人曰く「ワガハイはそういうのには弱い」とのこと）。ゲームを一定以上進めると、メニューの一つでもある「キノコバンク」からプレイヤーが貯めていたスターを強奪、キノコバンクを使用不可にし、スターに落書きをしバラバラにした最終マップ「えいえんのスター」で最後の勝負を仕掛けてくる。クリアするとスターに成敗され、ミニクッパ共々吹き飛ばされた。ただし、スタッフロールでは紹介メンバーの一員として登場している。この作品から配下としてクッパ自身の分身であるミニクッパたちが『7』まで継続して登場している。
マリオパーティ2（1999年）
オープニングでマリオランドを襲撃し、全てのテーマランドを遊ぶと司会のキノピオをさらって強制的に自身のクッパランド以外行けないようにしていた。クッパランドクリア後のエンディングにて、実はこのゲーム自体が「全てマリオランドでのアトラクションとして行われた劇」(いわゆる劇中劇)であり、クッパもその劇の出演者の1人であったことが明かされる。そのため、この作品におけるクッパは設定上は悪役でなく、エンディングでは「あくまで悪役を演じただけ」という注釈が強調されている。出演者紹介としてはキノピオの合図の元にクッパ自ら観客に挨拶をしており、集合シーンでもマリオたちと共に仲良く手を振る姿が描かれている。ボードゲーム上ではアトラクションの一環として、従来通りお邪魔キャラとして登場する。
マリオパーティ3（2000年）
ストーリーモードではスタンプを奪おうと襲い掛かろうとするが、プレイヤーたちには無視され、デイジーに一発ビンタをされ空の彼方に吹っ飛び、ワルイージからわるさのスタンプを奪おうとして逆に返り討ちにされるなど、今までの作品から一転して酷い目に遭わされている。この作品ではクッパに関するボードマップが存在しないが、ボードマップ上では従来通りクッパマスのお邪魔キャラクターとして登場している。
マリオパーティ4（2002年）
クッパマスに止まっても出現するのは大抵ミニクッパで、今作でも出番は少ない。「バースデーパーティー」がテーマのストーリーモードでは5つのボードをクリア後に突如出現し、プレイヤーのバースデープレゼントを全て奪って最終決戦を仕掛けてくる。プレイヤーキャラクターとの最終決戦に敗北した後、負けた悔しさを抱えつつ去っていくが、その際落とした振りをしてバースデープレゼントを置いていった。その後、自身の本心を素直に伝えられなかったことを悔やみつつも、密かにプレイヤーのバースデーを祝う姿が描かれている。なお、プレゼントを奪ったと宣言していたが、プレゼントルームには変化がない上、クリア後のミニクッパの発言から、実は奪っておらず、単なるでっち上げだったことが明らかとなる。また、エクストラミニゲーム「はくねつ！ビーチバレー」のフリーモードでは、マリオパーティシリーズで初めてプレイヤーキャラクターとして操作することができる。
マリオパーティ5（2003年）
ストーリーモードでは、夢の世界「ユメミール」にミニクッパを引き連れて登場。ボードマップではミニクッパR・G・B（レッド・グリーン・ブルー）の3体に分裂したミニクッパとの3対1の戦いとなる。ストーリーの最後には「クッパ・ドリーム」というステージが登場。最終決戦ではメカクッパなども使用してきて、最終形態では謎の薬を使って巨大化する。敗北した後は「ワガハイより強い相手と戦うことがワガハイの夢だ」と語っていて、負けはしたものの、夢が叶っているので喜んでおり、満足しながら去っていった。また、スーパーデュエルモードでもひとりようモードを選んだ時のトーナメント戦で登場するが、プレイヤーキャラクターとしては選択することはできない。
この作品よりプレイヤーキャラクターを一時的に降板したドンキーコングが対となる存在として登場するようになる。
マリオパーティ6 （2004年）
以前までの作品に比べれば、登場回数がかなり多い。全マップに数ヶ所のクッパマスを設けたほか、「ワンダーアイランド」や「チェイスキャッスル」ではマップ上に姿を表し、彼と鉢合わせになったプレイヤーに「ズター」をプレゼントするなどさまざまな悪行を繰り広げる。また、本作のラストマップはクッパ製作ではないが、シングルモードでは「クッパタワー」という独自のタワーを所有している。
マリオパーティ7（2005年）
テーマの一つが「怒りのクッパ」ということもあり、クッパがクローズアップされる。クッパマスでは敗者が損害を被るミニゲームを仕掛け、パーティツアーでは5ターンに1回「クッパタイム」を発動し、アイテムショップを乗っ取る、マップや橋を破壊する、スターを強奪する、記念写真を無理矢理撮らせて写真代を巻き上げる(しかも時折自分がアップになって撮影すら邪魔する)・スターのある島を溶岩に沈没させるなど前作以上に悪行の限りを尽くしている。自身も観光地として「グラグラキングダム」というボードマップを所有しており、デュエルツアーの最終決戦では「けっせん!クッパタワー」というミニゲームでプレイヤーの前に立ちはだかる。最終決戦クリア後、ミニクッパと共に無人島まで吹っ飛ばされる。
マリオパーティ アドバンス（2005年）
オープニングで「クッパおおあばれ」を使いマリパランドのパーティグッズを全てキノコシティに吹き飛ばしてしまう。ロボットアニメ『キノコンV』のマニアだったり、恋愛勝負の際にギャル語を使ったりと今作ではクッパのいろいろな面を垣間見ることができる。ゲームクリア後はマリパランド内でクッパミニゲームがメインの「クッパランド」を開園。クッパミニゲームをクリアすると（その時のクッパの気分次第だが）大量のコインを貰える。
マリオパーティ8（2007年）
クッパマスに止まると、スターの位置を変える、スターの場所でスターを奪うなど、マイナス要素のイベントが発生する。また、スターバトルモードにおいて、終盤にクッパクラウンに乗って登場する。敗北後に落下して爆発するが、エンディングのラストで登場している。
マリオパーティDS（2007年）
マリオたちをパーティに誘う振りをしてマリオたちが持っていたひかるピースを奪い、ミニミニの杖で小さくして遠くへ捨てる。ラストはドンキーコングに杖を壊されてしまい、変身ベルトで元の大きさに戻ったマリオたちと戦う。マリオたちからひかるピースを奪った理由は、全て集めると楽しいゲームが遊べるというクッパ城の言い伝えにあり、独り占めして遊ぼうとするためであった。最後はマリオたちに敗れるが、一緒に遊ぼうと誘われる。
マリオパーティ9（2012年）
クッパJr.とともに宇宙でたくさんのリトルスターを奪った。取り返しに向かうマリオたちに手下のボスキャラクターたちを送り込むがあっけなく倒され、ラストは宇宙にあるクッパコロニーでクッパ自身が戦うも敗れてブラックホールへと吸い込まれる（そのボス戦では体力が半分以下になると巨大化する）。その後、クッパJr.とともにクッパ城に帰る途中、リトルスターを奪った理由は、クッパ城をリトルスターのイルミネーションできらびやかに飾ろうとするためであったことをつぶやき、その台詞を吐いた後、流れてやってきたリトルスターを再び捕まえようとするが、バランスを崩してクッパクラウンから落ちてしまう。クッパマスのイベントではマリオパーティシリーズに登場するクッパかくめい（今作ではコインではなくリトルスター）やリトルスターやアイテムサイコロなどを没収のほかにクッパマス限定の負けるが勝ちミニゲームやバトルミニゲームが発生することもある。
マリオパーティ アイランドツアー（2014年）
ボードマップ「アベコベ!クッパかざん」でサブキャラクターとしてガイドを担当し、各種イベントを繰り出す。また、1人用モードのクッパタワーではプレイヤーの相手となる分身キャラやボスキャラクターを召喚し、最後は自らが相手となる。この「クッパのファイナルバトル」ではクッパクラウンに乗り込んで戦うが、最終的にはクッパクラウンが爆発して空の彼方まで飛ばされる。
マリオパーティ10（2015年）
マリオパーティとクッパパーティで役割が異なる。
マリオパーティでは、ハラハラキャッスル以外のボードマップでは最初はWii U GamePadの画面で6つの錠前で閉じ込められており、プレイヤーが出したサイコロの目に応じて錠前が外れていき、すべて外れたところで解放されて最後の錠前をはずしてしまったプレイヤーからリトルスターを没収するとともにランダムでクッパマスを設置する。クッパ城が舞台となっているハラハラキャッスルでは終盤の直線ルートで毎ターン火炎弾を発射してきて、最後は自ら対決する。「クッパのファイナルタンクバトル」では互いに戦車に乗り込んで戦うが、戦車が破壊された衝撃で溶岩に吹き飛ばされて沈んでしまった。ほねクッパが巨大化して襲いかかるものの、プレイヤーたちによって倒される。
クッパパーティではWii U GamePadでの操作キャラクターとして登場。マリオチームを大量のサイコロで追いかけていき、クッパJr.のサポートを受けつつ追い詰めていく。「一回振ってマリオチームに追いつけない数が出たときは、もう一回だけ振り直せる」など、有利・不利が偏らないように補正も入っている。追い付くとクッパミニゲームが発生し、ミニゲーム中にダメージを与えた数だけマリオチームの体力を減らしていく。また、一定の条件を満たすとクッパいかりモードに移行する。この状態で追いつくといかりモード限定のミニゲームに変わる（この時、クッパが怒って牙を振りかざす姿も見られる）。ハラハラキャッスルではマリオチームが玉座の間に入ると巨大化して溶岩に入りマリオチームと交互にサイコロをふっていく（その際、サイコロは「スーパークッパサイコロ」という、1の代わりにクッパマークが入った特殊なものになる）。
マリオパーティ スターラッシュ（2016年）
キノピオパレードではボスとして登場し、誰かがゴールをした瞬間に一番ゴールから遠い位置にいるプレイヤーにお仕置きをする。コインアスロンでは「サバイバルタイム」で登場し、クッパの攻撃でやられたプレイヤーを後ろに戻す。
スーパーマリオパーティ（2018年）
正式なプレイアブルキャラクターとして登場。オープニングでは、クッパJr.とクッパ軍団の部下たちを引き連れて登場し、マリオたちとスーパースターの座を懸けてパーティに参加する。そのためクッパマスのイベントは廃止され、代わりにカメックが従来のオジャマイベントを担当している。これまでと異なり、マリオたちと仲良く接している描写が見られるほか、自身専用の「クッパサイコロ」を所持している。
マリオパーティ スーパースターズ（2021年）
従来のマリオパーティ同様にクッパマスを担当する他、『1』を出典するマップではボードマップ上にも登場する。プレイヤーたちに傍若無人に振る舞い、妨害していく。過去作同様「1000コインプレゼント」や「100スタープレゼント」が選ばれた場合は逃げていくなど、往生際の悪い一面を見せる。クッパミニゲームにも登場する。
スーパー マリオパーティ ジャンボリー
『スーパー』に引き続いてプレイアブルキャラとして登場。
代わりにクッパを模倣したニセクッパがオジャマイベントとして登場する。

### その他
この節では『大乱闘スマッシュブラザーズ』シリーズ以外での他作品へのゲスト出演について記載する。
スーパーファミコン版シムシティ
災害の怪獣として登場し、街を破壊する。
メイド イン ワリオ
プチゲーム「ニンテンマン」の敵役としてクッパに似た亀の怪獣が登場し、マリオに似た赤い帽子をかぶったヒゲ男と対決する。
F1レース
GB版にゲスト出演。プレイヤーの応援（エンディング）で登場する。

### 登場作品
- スーパーマリオブラザーズ
  - スーパーマリオブラザーズデラックス
  - ファミコンミニ01 スーパーマリオブラザーズ
- スーパーマリオブラザーズ2
  - ファミコンミニディスクシステムセレクション スーパーマリオブラザーズ2
- スーパーマリオブラザーズ3
  - スーパーマリオアドバンス4
- スーパーマリオワールド
  - スーパーマリオアドバンス2
- スーパーマリオアドバンスシリーズ
※「マリオブラザーズ・バトル」のROUND4に登場。
- スーパーマリオコレクション
- New スーパーマリオブラザーズ
- New スーパーマリオブラザーズ Wii
- New スーパーマリオブラザーズ 2
- New スーパーマリオブラザーズ U
  - New スーパールイージ U
  - New スーパーマリオブラザーズ U デラックス
- スーパーマリオメーカー
  - スーパーマリオメーカー for ニンテンドー3DS
- スーパーマリオメーカー2
- スーパーマリオ64
  - スーパーマリオ64DS
- スーパーマリオサンシャイン
- スーパーマリオギャラクシー
- スーパーマリオギャラクシー2
- スーパーマリオ 3Dランド
- スーパーマリオ 3Dワールド
  - スーパーマリオ 3Dワールド + フューリーワールド
- スーパーマリオ オデッセイ
- マリオカートシリーズ（SFC版は初操作作品）
- スーパーマリオRPG
- レッキングクルー'98
- マリオパーティシリーズ
- マリオゴルフシリーズ
- マリオテニスシリーズ
- ペーパーマリオシリーズ
- マリオ&ルイージRPGシリーズ（『3』は事実上の主役作品）
- スーパーマリオボール
- スーパーマリオスタジアムシリーズ
- マリオストライカーズシリーズ（GC版は操作不可）
- Dance Dance Revolution with MARIO
- マリオスポーツ スーパースターズ
- ドクターマリオ ワールド
- ヨッシーシリーズ(『ヨッシーのたまご』を除く)
- ルイージマンション（着ぐるみとして）
- NINTENDOパズルコレクション
- スーパープリンセスピーチ
- 進め! キノピオ隊長(Wii U版のみ登場)
- 大乱闘スマッシュブラザーズシリーズ(『DX』以降)
- テトリスDS
- シムシティ
- ゲームボーイギャラリーシリーズ
- 役満DS
  - Wi-Fi対応 役満DS
- いただきストリートDS
- いただきストリートWii
- マリオバスケ 3on3
- MARIO SPORTS MIX
- マリオ&ソニック AT 北京オリンピック
- マリオ&ソニック AT バンクーバーオリンピック
- マリオ&ソニック AT ロンドンオリンピック
- マリオ&ソニック AT ソチオリンピック
- マリオ&ソニック AT リオオリンピック
- マリオ&ソニック AT 東京2020オリンピック
- パズル&ドラゴンズ スーパーマリオブラザーズ エディション
- Skylanders SuperChargers
- マリオ+ラビッツ キングダムバトル
- マリオ+ラビッツ ギャラクシーバトル

### amiibo
2015年1月22日に『大乱闘スマッシュブラザーズシリーズ』のamiiboが、同年3月12日に『スーパーマリオシリーズ』のamiiboがそれぞれ発売された。
- 『大乱闘スマッシュブラザーズ for Nintendo 3DS / Wii U』に対応。
- 『マリオカート8』のMiiコスチュームに対応。
- 『マリオパーティ10』に対応。
- 『ヨッシーウールワールド』に対応。
- 『エースコンバット3D クロスランブル』ではスペシャルコラボ機体に対応。
- 『スーパーマリオメーカー』では、読み込むことによって、クッパのキャラマリオが出現。

## 派生型のクッパ
偽クッパ（青クッパ / クッパ・アオ）(Blue Bowser)
青い身体を持つクッパの色違いキャラクター。正式名称は無く、「青クッパ」「クッパ・アオ」などと呼称されることもある。正規のキャラクターとしては、ファミリーコンピュータ ディスクシステム版『スーパーマリオブラザーズ2』のW8-4・W9-3・WD-4に登場する。元々は、前作『スーパーマリオブラザーズ』にて画面スクロールを利用してクッパの手前の窪みの一番前方で待つと、クッパの配色が通常の緑から青へ一時的に変化するという裏技が存在し、それを『2』で正式な仕様によるキャラクターとして取り入れたものとなっている。『2』ではステージの終盤で通常のクッパの前座として登場し、配色が違うこととを除けば、耐久力・得点含めて通常のクッパと同じ性能を持つ。ファイアボールで倒した場合、W8-4とW9-3のものはそのままの姿で倒される。WD-4では青クッパも通常のクッパもトゲゾーの姿になる（リメイク版は2匹ともクッパに変更）。
この青いクッパを指して攻略本などに「クッパの兄弟」と書かれていたこともあるが、これは公式設定ではない。ゲームブックでは「兄のビビンバ」という独自設定で登場する。
スーパーファミコンでリメイクされた『スーパーマリオコレクション』では、原作でこの青いクッパが出現していた場所でも、通常と同じ緑色のクッパが登場する。
『大乱闘スマッシュブラザーズシリーズ』では、クッパの体色を青色に変更できる。
ベビークッパ（ベビィクッパ）(Baby Bowser)
幼少時代のクッパ。『ヨッシーシリーズ』では、主にこちらの姿で登場する事が多い。初登場となる『ヨッシーアイランド』（1995年）では「ヨッシーに乗りたい」（本人はヨッシーをロッキングホースのような乗って遊ぶものだと思っていた）という理由で攻撃してきただけだったが、『ヨッシーストーリー』（1997年）では、ヨッシー達を島ごと絵本の中に閉じ込め、彼らの幸せの源である「スーパーしあわせのツリー」を盗んでいくという暴挙に出た。カメックからは「クッパぼっちゃま」と呼ばれていた。
大人クッパとは『マリオ&ルイージRPG2』および『ヨッシーアイランドDS』で共演。『RPG2』では先述のようにお互いに年齢の違う自分だと気づかず悪態をつき合っていたが、最終的にはお互いに「見所がある」と気に入っていた。『ヨッシーアイランドDS』ではお互いに同一人物と知っているが、喧嘩をして大人クッパに吹き飛ばされ、偶然ヨッシーたちに拾ってもらい、当初はヨッシーを自分のものにすることと城に戻るために、一時的に仲間になる。クッパ城に着くとヨッシーたちが自分の宝を盗むのだと勝手に勘違いし、戦いを挑むも敗れる。しかし、そのことが未来のクッパを怒らせることとなった。その後、未来のクッパがヨッシーたちに倒され引き上げた後、未来のカメックの箒に乗るも海に落ちて行き、本当にクッパの財宝を奪っていこうとするベビィワリオが乗った船に墜落、そこで大喧嘩していた。『ヨッシー New アイランド』ではクッパJr.に良く似た格好になっており、「たまごじま」に城を構えている。
一人称は作品によって異なるが現在は「オレちゃま」で、「…でちゅ」や、「な」を「にゃ」と言う話し方をする。『マリオ&ルイージRPG2』におけるベビィクッパの姿はクッパJr.に近く、同作品で使用されているキャラクターボイスもクッパJr.と同じになり、その後発売された『ヨッシー New アイランド』『ヨッシー ウールワールド』にも引き継がれている。
ミニクッパ(Koopa Kid)
マリオパーティシリーズにてクッパの創り出した小型の分身として登場。同じ姿をした者が何名もおり、クッパの忠実な部下として手伝いをする。R・G・Bという色違いの派生型も存在する。通常は子供のような姿をしているが、上記のJr.やクッパ7人衆達とは別の存在であり、クッパの子供ではない。その他のマリオシリーズには登場しておらず、『マリオパーティ7』を最後に登場しなくなっている。
アイアンクッパ（メタルクッパ）(Metal Bowser)
『マリオパーティ2』、『大乱闘スマッシュブラザーズDX』『大乱闘スマッシュブラザーズX』に登場した全身鋼鉄のクッパ。
『マリオパーティ2』では最後のテーマランド・クッパランドのエピローグでクッパが何の前触れも無く突然変身し、プレイヤーを苦しめるが（ノコノコ本人曰く「通常の10倍の重さ」でジャイアントスウィングを掛けられない）、スターの力を得たパーティの優勝者によって投げ倒された。
『大乱闘スマッシュブラザーズDX』『大乱闘スマッシュブラザーズX』では、一人用モードにおけるレギュラー戦・シンプルにて稀に中ボスとして登場する。なお、通常のクッパも緑ブロックを使用することで、メタル化することが可能。
クッパ???(Bowser???)
『マリオストーリー』に登場したクッパの部下であるノコノコ4人組「ノコブロス」が乗り込んだ、クッパを模した巨大なカラクリのロボット。クッパを模してはいるが炎は吐けないため腕を振り下ろす攻撃しかできない。体内にはピーチ姫の絵が飾られている。ちなみにクッパ本人はこのロボットを使ったノコブロスの作戦を称賛していたらしい。
クッパ（着ぐるみ）
『ルイージマンション』でキングテレサが使用したもの。炎を吐き、爆弾を出現させ投擲してくるなどの力を誇り、大きさもルイージの10倍近いものだった。しかし、出入口でもある首の関節部分の調子が悪いらしく、投擲した爆弾が頭部に直撃すると、首が外れて本体であるキングテレサが外部へ引きずり出されてしまう欠点を持つ。
外れた首は浮遊し、口から氷塊を吐き出して攻撃するようになる。その後も、一定時間が経過すると元に戻るが、首が逆方向にくっついてしまうこともあった（キングテレサが弱ると起こりやすくなる）。
偽クッパ（赤クッパ / クッパ・アカ）(Red Bowser)
『大乱闘スマッシュブラザーズシリーズ』に登場。赤い身体を持つクッパの色違いキャラクター。
ギガクッパ(Giga Bowser)
『大乱闘スマッシュブラザーズシリーズ』に登場するオリジナルキャラクター。
詳細は「ギガクッパ」の節を参照
新人クッパ(Rookie)
『マリオ&ルイージRPG』で登場。記憶喪失となり、怪盗パーニョに拾われて子分になったクッパ。記憶喪失のため自分の名前が分からず、パーニョからは単に「新人」と呼ばれ、「新人クッパ」という表記はマリオたちの視点から見たもの。泥棒のため顔を隠す青い覆面を付けているが、マリオとルイージには初見で見破られた。パーニョの影響で「-っちょ」としゃべる。後に記憶を取り戻すがその後に高所から落下して気絶し、その間に後述のゲラクッパになってしまう。
英語版の名前は単に「ルーキー（rookie：新人）」である。
ゲラクッパ(Bowletta)
『マリオ&ルイージRPG』で登場。クッパにゲラゲモーナの魂が乗り移ったもの。顔はゲラゲモーナの面影が非常に強く表れており、宿主の意識は一切無い。ゲラゲモーナの魔力によって戦闘能力も飛躍的に向上し、戦闘ではクッパと同じ火炎攻撃のほか、体を黒くした後に流星群を落とすこともできる。
英語版の名称はBowlettaとなっており、クッパの英名"Bowser"とゲラゲモーナの英名"Cackletta"を組み合わせたものである。
ゲドクッパ(Shrowser)
『マリオ&ルイージRPG2』に登場。常に体が紫色に発光し、周囲に紫色の煙を放出している。前述のように図らずもゲドンコ姫（姉）を取り込んだため、攻撃の内容はゲドンコ姫（姉）の行動とシンクロしたものとなっている。前作に比べ意識はわずかにあるが実質、ゲドンコ姫（姉）に操られている。
ほねクッパ(Dry Bowser)
「骨クッパ」と表記されることもある。『New スーパーマリオブラザーズ』で初登場。溶岩に落ちて骨だけになったクッパ。英語版での名称はDry Bowserで、カロンの英名"Dry Bones"が由来である。公式設定では、「生前の意識は無い」とされている。
白骨化したカメのカロンと同じくファイアボールが効かず、マリオの攻撃で倒せるのはコウラマリオのコウラダッシュのみである。かつて、ハンマーを投げていた時と同様のモーションで骨を投げる。他に、炎を吐いたり大きくジャンプしたりするなど元のクッパと同等の能力を持つ。作中でクッパJr.によって壺に投げ入れられ、元のクッパへと復活する。
『マリオカートWii』では重量級の隠しキャラクターとして参戦。悪路での走行の性能及びミニターボの持続時間にやや優れている。この作品からクッパとほねクッパが別人扱いとして登場するようになった他、デザインがやや変更され、目の部分の穴に瞳のような物が発光している。
『マリオ&ソニック AT バンクーバーオリンピック』ではライバルキャラとして登場し、アドベンチャーツアーズにおいて2回対戦する事になる。またこの作品で初めて台詞が用意された。敗北後はどこかへ逃げる。『マリオ&ソニック AT ロンドンオリンピック』でも再びライバルとして登場し、エピソードモードでは手下のカロンと共にマリオに勝負を挑むも敗北。迂闊にもクッパとエッグマンの計画の事を口走ってしまい、引き上げた。なお、Wii版での対決では初めてアビリティで甲羅の中に入る動作を見せた。
『マリオテニス オープン』（2012年）ではクッパがパワータイプであるのに対し、ほねクッパはディフェンスタイプの隠しキャラクターとして登場し、ディフェンスタイプではワルイージ、ハナチャンに次いで3人目のキャラクターとなる（アドバンスを除く）。敗北するとバラバラになり、まゆげの部分がピクピク動く。
『スーパーマリオ 3Dランド』では、クッパがマリオに倒された後に出現するスペシャルステージの各砦のボスとして登場し、ワールド1ではルイージをさらい、マリオを誘き寄せる。いずれもスイッチを押し、溶岩に落とせば勝利となる。クッパとの能力の違いは口から吐く炎の色が青になっている点のみで、それ以外は攻撃方法なども含めて全てクッパと同様である。スペシャルステージのワールド8の砦をクリア後、ほねクッパは本当のクッパが再びピーチ姫をさらう為の囮であることが判明する。
『New スーパーマリオブラザーズ 2』でもクッパが倒された後に出現するワールドスターのボスとして登場しており、ファイアボールが通用しない、炎の色が青、ハンマーの代わりに骨を投げるなど通常のクッパとは能力にいくつか相違点がある。なお、この作品でもクッパとは別人扱いとなっているが、クッパ同様に溶岩に落とされた後はクッパ7人衆の魔法で巨大化し復活する。
『マリオ&ソニック AT ソチオリンピック』のオールスターチャレンジロードの最終ステージでは乗り物にルージュとともに現れ、マリオとソニックたちに勝負を挑む。なお、ストーリーモードでクッパとほねクッパが対決するのは本作が初めてである。
『マリオパーティ アイランドツアー』ではクッパが待つ最上階への階段を守る番人として登場し、プレイヤーに骨を投げて攻撃する。なお、今作では初めてクッパに名前で呼ばれており、口ぶりからしてほねクッパもクッパの部下のようである。
『マリオパーティ10』では初登場以来となる、クッパと同一人物扱いでの登場。「クッパのファイナルタンクバトル」で、戦車が破壊され投げ出されたクッパが溶岩に沈んだ後、ほねクッパの姿で巨大化して登場する。
『マリオカート8』では有料DLCキャラクターとして登場。重量級で、クッパやワリオ、モートンと並んでもっとも重いグループである。
『パズル&ドラゴンズ スーパーマリオブラザーズ エディション』では裏ワールドのクッパ城のボスとしてクッパの代わりに登場。倒すとアシストキャラクターとして使用可能になる。
『マリオ&ルイージRPG ペーパーマリオMIX』ではバトルリングのボスメドレーの隠しボスとして登場。骨や炎で攻撃するほか、異空間からクッパ7人衆を召喚する。
『マリオ&ルイージRPG3 DX』では、メタコロ病を治すサプリ「ガリナールZ」を大量に飲み込んだせいで、痩せすぎてほねクッパの姿になっている。
巨大ドットクッパ
『スーパーペーパーマリオ』でスーパースターをとると他のキャラクターと同じく巨大なドットクッパに変身。ザコ敵や土管を触れただけでふっ飛ばす。もともと大きいだけあり、巨大化の際も他のキャラクターより大きく描かれている。
ダーククッパ(Dark Bowser)
『マリオ&ルイージRPG3!!!』で登場。キノコタウン地下に封印されていた悪しき力「ダークスター」がクッパのDNA情報を取り込み、クッパそっくりに変化したもの。パワーの半分をゲラコビッツに吸収されていたこともあり、最初は両足が無く不完全な姿だったが、後にゲラコビッツごと残りのパワーを取り戻すことで完全体と化した。
コピーだけあり火炎・パンチなどクッパ自身の技を使う上に、対象を闇の檻に閉じ込めた所に巨大なエネルギー弾を当てる「ダークプリズン」、クッパの部下達を模した暗黒のモンスター達が襲い掛かる「ダークボコスカ」と、ダーククッパ独自の技も編み出す。さらに何度倒されてもすぐに復活してしまう。しかし、ダークゲラコビッツ（ダークスターコア）が心臓の役割を担っているため、これが倒されるとダーククッパも消滅してしまう。
しっぽクッパ(Tail Bowser)
『スーパーマリオ 3Dランド』で登場する。タヌキのしっぽが生えたクッパ。通常のクッパと同じく火球を放ってくるほか、近づくとしっぽを振り回しての攻撃もしてくる。背後に回ると大ジャンプして距離を詰めてくる。奥にあるスイッチを押すと足場が崩落して溶岩に落ち、火傷して出てくる。その際、正体がクリボー（ワールド5ではカメック）がスーパーこのはを使って変身した姿であることがわかる。
『大乱闘スマッシュブラザーズ for Nintendo 3DS / Wii U』では、クッパがスーパーこのはを使用することでタヌキの耳と尻尾が生える。
クッパせつぞう(Bowser Snow Statue)
「ペーパーマリオ スーパーシール」に登場。W4の雪山の崖にどっかりと居座る巨大なクッパ型の雪像。その巨体を生かした踏みつぶし攻撃を行う。雪や氷で体ができているため、炎に弱い。体力が減ると体が小さくなりそれに伴って攻撃力も低下、残り100を切ると中から正体であるボススローマンが出てくる。春が来て解けかけていたスローマンが「解けない大きな体がほしい」と願った結果、願いがロイヤルシールに届けられて体につき、その力でクッパ型の巨大な体になったが、そのロイヤルシールの強大な力に意識を取り込まれて暴走していた。
ドリームクッパ(Dreamy Bowser)
『マリオ&ルイージRPG4 ドリームアドベンチャー』で登場。クッパがドリームストーンの破片を吸い込んだことにより、ドリームストーンの力を得てパワーアップした形態。体が大きくなり、虹色に輝いている。額や腹にはドリームストーンをあしらったようなものが張り付いている。攻撃もドリームストーンの力で本来のクッパよりも大幅にパワーアップしており、巨体を生かした攻撃を行ったり、ヘイホーひこうていDXや、ドリームクリボー、ドリームボムへい、ドリームパタパタ、ドリームヘイホーといった部下軍団を召喚することもある。こちらからは本体のほか両腕に攻撃できるが、右腕を壊さないと本体への攻撃はガードされる。
ネコクッパ(Meowser)
『スーパーマリオ 3Dワールド』に登場。クッパが最終決戦においてスーパーベルを使用して変身した形態。マリオたちが変身したものと同様に、手足やしっぽがネコをイメージさせるものに変化し、体色が全体的に変わっている。能力はマリオたちが変身するものと同様、壁にしがみついて上り下りすることができるようになっている以外は、炎や引っ掻きなど通常のクッパと同様だが、炎の色が本来のクッパとは異なる。後半戦からは大量の分身でマリオたちを苦しめる。
欧米版での名称は猫の鳴き声「meow」と「Bowser」を組み合わせたものとなっている。
パタクッパ(ParaBowser)
『スーパーマリオメーカー』に登場。羽がついたクッパ。通常のクッパと比べジャンプの滞空時間が長い。
ペーパークッパ
『マリオ&ルイージRPG ペーパーマリオMIX』に登場。本の世界から来たクッパ。ペーパーマリオシリーズのクッパと同じ見た目である。現実世界のクッパとはマリオ打倒のため手を組んでいるものの、互いに出し抜こうとしているため衝突が多い。
クッパ（ドデカクラフト）(Papercraft Bowser)
『マリオ&ルイージRPG ペーパーマリオMIX』に登場。クッパを模したペーパークラフトの巨大兵器。炎を吐くことができるが、自身はペーパークラフト故に炎に弱く、何度も炎を浴びると火傷してしばらく動けなくなってしまう。
アーマークッパ(Shiny RoboBowser)
『マリオ&ルイージRPG ペーパーマリオMIX』に登場。ペーパークッパがペーパークッパ軍団を取り込み、それにクッパが融合した姿。クッパがペーパークラフトの鎧（クッパアーマー）を装着した姿になっており、融合によって体が数回り大きくなっている他、鎧で本体が守られているため攻撃して頭部分の鎧を壊さないと本体にダメージが通らない。両腕を大砲や羽に、全身を戦車に変化し、それらを生かした攻撃を仕掛ける他、頭部の鎧があるうちはペーパーマリオのトリオアタックをペーパークラフトハンマーで跳ね返して反撃してくる。鎧はペーパークッパ軍団の融合体であるため、壊れても数ターン後に再度ペーパークッパ軍団が本体に吸収され鎧が再生される。
クロクッパ(Black Bowser)
『ペーパーマリオ カラースプラッシュ』に登場。イロドリタウンのイロドリの泉を見て、甲羅をペンキで塗ろうとして、ほんのいたずら心でペンキを混ぜてしまい、黒ペンキに取り込まれたクッパ。クッパは洗脳されて意識を乗っ取られており、「黒ペンキがクッパの体を通して自我を持ったもの」というべき存在である。この黒ペンキは宿主であるクッパに戻る性質がある。
キャプチャークッパ
『スーパーマリオ オデッセイ』に登場。キャッピーのキャプチャー能力によってマリオに乗り移られたクッパ。見た目はマリオの帽子と髭がつき、目玉もマリオのそれになっている。宿主であるクッパの意識はなく、マリオが操っている。
メガドラゴンクッパ (Megadragon Bowser)
『マリオ+ラビッツ キングダムバトル』に登場。邪悪な力「バグ」を持つ邪竜「メガドラゴン」に取り込まれたクッパ。クッパがメガドラゴンの巨大な翼（メガドラゴンウィング）を装備した姿になっており、宿主であるクッパの意識はないようである。翼による飛行とクッパの力を組み合わせて行動する。
エスタークッパ(Bowcien)
『マリオテニス エース』に登場。呪われたラケット・エスターを手にした結果、操られたクッパ。メタリック系の色になっている。
さいきょうクッパキング(The Great King Bowser)
『ヨッシークラフトワールド』に登場。ベビィクッパの願い事をもとに、ねがいかなえ太陽の力により生成された、クッパを象った大型メカ。
ビッグベビィクッパ(Mega Baby Bowser)
「ヨッシーアイランド」「ヨッシーNewアイランド」「ヨッシーウールワールド」「ヨッシークラフトワールド」に登場。巨大化したベビィクッパ。
『ヨッシークラフトワールド』では、さいきょうクッパキングを倒した後に、カメックがねがいかなえ太陽を使ってベビィクッパを巨大にしたもので、顔の下に（耐久力）9999と書いてある。
フューリークッパ(Fury Bowser)
『スーパーマリオ 3Dワールド + フューリーワールド』に登場。クッパJr.が持つマジックブラシの力で変貌してしまった姿。巨大海獣並みの大きさで、黒いボディをしている。普段はネコの国の中心のネコ湖で甲羅の中に閉じ籠っているが、一定時間が経過すると暴れ出す。フューリークッパが出現中は天候が嵐になり、地形を変化させたり熱光線を吐いて攻撃してくる。一定時間が経過するかネコシャインを取得すると攻撃が止む。各地にある「ギガベル」に触れると巨大化してフューリークッパと戦うことができる。
ゼツエンクッパ(Glohm Bowser)
『マリオ&ルイージRPG ブラザーシップ!』に登場。

## クッパ軍団
クッパが編成し統率する大規模な組織。兵力及び軍事力は高く、その圧倒的な武力をもって世界を支配しようとする。行動方針は作品によって異なるが、キノコ王国とその関連地域の制圧が最終目的であるという事はほぼ一貫している。そのため、キノコ王国を護る立場にあるマリオと幾度に渡る対決を繰り返している。
クッパおよびクッパ軍団のデビュー作である『スーパーマリオブラザーズ』では、現在用いられている「クッパ軍団」という呼称ではなく「カメ帝国の一族」と呼ばれ、また『ヨッシーアイランド』では「クッパおうこく」という地名が同作のカメックの台詞中にあり、初期はキノコ王国とは別に存在する国家組織であるように扱われていたが、現在では、キノコ王国内における1つの派閥という設定に変化している（『マリオ&ルイージRPG3!!!』にて、クッパ自身が「自分もキノコ王国の国民だ」と主張している）。
拠点とする地域は登場ごとに異なっており、『スーパーマリオブラザーズ3』では「暗黒の国」を本拠地にしている。
なお結成時期は不明だが、『ヨッシーアイランド』などでは、クッパの幼少期から既に体系化された大規模な軍団ができ上がっており、同作のカメックの話から先代のリーダーがいたことも示唆されている。

### クッパ城
クッパ軍団の居住地にして本拠地。クッパおよび前述の派生形のクッパの悪役としての立場上、此処がゲーム本編における最終ステージとなる場合が多い。城内は複雑な構造をしており、多くの罠や仕掛けが仕組まれている。場所、外観、内部構造は作品によって大きく異なるが、城内に溶岩が引かれている点（ただし、『スーパーマリオオデッセイ』では溶岩ではなく毒沼になっている）と、「クッパ城」という名前だけは全作品共通である。カートレースやテニスといったスポーツ大会の場として使用されることも多い（この場合は「クッパキャッスル」と呼ばれることが多い）。

### 兵員・関係者
軍団とそれ以外のキャラクターとの境界が曖昧で、作品ごとに細部の設定が異なっている為、具体的な軍団の規模や構成は不明。ここでは関係が深い主なキャラクターのみ挙げる。ただし、同じ種族でも軍団に属していない個体も存在する。前述のように、兵員のほとんどがクッパを慕い、忠実でクッパのために全力を尽くし、彼の期待に応えようとする。クッパも彼らを信頼しているため、軍団全体のチームワークや信頼性はかなり高く、雰囲気も良い（『スーパーマリオRPG』でその描写が特に強く描かれている）。また、クッパを慕っているゆえに、クッパが好意を抱くピーチ姫も慕っている様子が『ペーパーマリオ』シリーズで描かれている。一方で、本人の横暴で人遣いの荒い性格に対して、少なからず不満を抱く者もおり、そのことを愚痴ったり、裏切る者もいる。
- クッパ7人衆（ラリー・モートン・ウェンディ・イギー・ロイ・レミー・ルドウィッグ）
- クッパJr.
- メカクッパ
- ミニクッパ
- ボムキング
- キングテレサ
- ボスパックン
- ボスゲッソー
- ブンブン
- プンプン
- クリボー
- ノコノコ
- パタパタ
- トゲノコ
- ハンマーブロス
- ブーメランブロス
- ファイアブロス
- パックンフラワー
- ジュゲム
- トゲゾー
- メット
- カメック
- テレサ
- カロン
- ドッスン
- バッタン
- ワンワン
- キラー
- ボムへい
- ゲッソー
- プクプク
- チョロボン
- ヘイホー
- ムーチョ
- 特例
  - マリオ（『スーパーマリオRPG』では、クッパ軍団に入った事にされている）
  - ルイージ（『マリオ&ルイージRPG』では、クッパ軍団に入ったと強引に決めつけられてしまった）
  - ピーチ姫（『スーパーマリオRPG』や『スーパーペーパーマリオ』では、クッパ軍団に入った事にされている）
  - マロ・ジーノ（『スーパーマリオRPG』では、特別にクッパ軍団に入った事にされている。）
  - イエロースター（『マリオ&ルイージRPG3!!!』で、クッパが一方的に子分としていた。彼女自身も「あなたの子分よ」と冗談のような口ぶりで認めたシーンもある）
  - ラビッツ5人衆（ラビッツマリオ・ラビッツルイージ・ラビッツピーチ・ラビッツロゼッタ・エッジ）（『マリオ+ラビッツ ギャラクシーバトル』では、クッパが一方的に特別に力を貨りてクッパ軍団に入った事にされている。彼自身も「キサマらのことは当然気に食わん」と冗談のような口ぶりで認めたシーンもある）

### 兵器
クッパ軍団は『スーパーマリオブラザーズ3』において、戦車や飛行船、軍艦といった大型の兵器を動員している。他にも、『スーパーマリオサンシャイン』や『スーパーマリオギャラクシー』などでは戦闘用の巨大ロボットを駆使している。
シリーズ全般に渡って多く登場してかつ、固有の名称が定められているものは少ないが、代表的な兵器としては主に以下のようなものがある。
キラー&キラー砲台
軍団が所有する大砲から発射される、顔が描かれた砲弾の総称。シリーズでは、ほぼ一貫して兵器同然に扱われている珍しいキャラクターである。詳細はキラーの項を参照。
砲弾&砲台
小さな砲弾を放ってくる。
ボムへい
歩行・追尾機能を持つ、自立型爆弾。意思を持つタイプとそうでないタイプが存在している。詳細はボムへいの項を参照。
クッパクラウン
クッパが空中戦や遠征の際に用いる小型飛行船。『スーパーマリオワールド』で初登場し、その後の作品でもクッパの愛用品として度々登場する。茶碗型で、下方に小さなプロペラが1つだけ付いているという非常にシンプルな構造をしている。また、名前の通りピエロのような顔が描かれており、表情が変化することもある。
『スーパーマリオRPG』ではオープニングでクッパがピーチをさらう場面などストーリー中のデモでいくつか登場するが、戦闘を行うことはない。
『マリオストーリー』では、キノコ城を上空へ持ち上げる為、クッパ城と連結した巨大な型が建造されていた。
同型が城内に数機停泊していたり、かいふくヘイホーがさらに小型の物に乗っていたりしている。その他、『マリオカートDS』では飛行機型の「ハリケーン」というカートも登場した（ただし、裏技やバグなどを除けば飛ぶ事は無かった）。
『マリオゴルフ ファミリーツアー』では、オープニングでキラー発射口を二門取り付けた武装型が登場。また、コース「クッパワールド」では巨大クッパクラウンの上部がグリーンになっているという奇抜なホールも登場する。
『大乱闘スマッシュブラザーズDX』では観賞用フィギュアとして登場。「プロペラは小さいが、何故か十分な浮力を生む」と解説されていた。
『大乱闘スマッシュブラザーズX』ではアドベンチャーモード「亜空の使者」のムービー中に登場。クッパが、フォックスとディディーコングに奇襲をかけるも、フォックスの援護に駆けつけたファルコにダークキャノンを破壊され撤退する際や、デデデ城からフィギュア化したピーチ（もしくはゼルダ）を奪い、それを追うマリオ、リンク達から逃げる際など、主に逃走時に使用されている。
『New スーパーマリオブラザーズ Wii』からクッパJr.の駆る専用機、「クッパクラウンJr.」も登場。顔は父クッパの機体に比べて可愛らしさがある。飛行船ステージのみに登場し、2度目の戦いではマリオ側にも同型の機体が用意され（プレイヤーの場合は顔の代わりにキャラマークのペイントされている）、これで一騎討ちを行うことになる。3度目のクッパJr.はかつてクッパが使用していたものと同じクッパクラウンに乗り込み、しばらく転がりまわる巨大爆弾を投下するなど『スーパーマリオワールド』を髣髴とさせる戦法を取る。
『マリオパーティ9』ではクッパとクッパJr.がクッパクラウンに同時に乗っているシーンがある。クッパJr.とのボスバトルの際には、腕のついたクッパクラウンが登場する。
『マリオカート7』ではカートの車体にあたるフレームとして登場する。また、コース上で気流を出しているものもあり（ただし、顔はクッパマークになっている）、グライダー飛行中に気流に触れると滑空距離を伸ばせる。
『New スーパーマリオブラザーズ 2』では、コクッパ7人衆がそろってクッパクラウンに乗り込み、マリオに攻撃を仕掛ける。
『New スーパーマリオブラザーズ U』ではクッパJr.が戦闘時に乗り込んでいる。最終決戦でもクッパJr.が乗っているが、マリオが踏みつけることでJr.を落とすことができ、あいたクラウンにマリオが乗り、クッパへの攻撃手段として使用する。
『大乱闘スマッシュブラザーズ for Nintendo 3DS / Wii U』ではクッパJr.が参戦した上で7人衆もカラーバリエーションとして登場しており、8名それぞれが個別のカラーのクッパクラウンJr.に乗って登場している。7人衆の乗るクラウンは全てJr.のものに似せて作ったレプリカであり、機体がそれぞれ色違いになっており、目の部分がライトになっていたりする等、デザインが微妙に異なっている。
『パズル&ドラゴンズ スーパーマリオブラザーズ エディション』ではクッパJr.がクッパクラウンJr.に乗る他、ラストバトルではクッパとクッパ7人衆もクッパクラウンに一斉に乗り込む。
『スーパーマリオメーカー』ではステージギミックとして複数個設置可能。クッパだけでなく、その他の敵やアイテムを乗せたり、マリオも乗って移動することができる。
ファイアクッパクラウン
『スーパーマリオメーカー』において、2015年12月22日に公開されたアップデートv1.30を適用すると、クッパクラウンをタッチペンで振ることでファイアクッパクラウンに変身させられるようになる。変身後の機体は黄色味を帯びて模様がつき、機体上部とプロペラ部分が赤くなり、マリオ、敵、アイテムのいずれかが乗った状態で口から炎を吐くようになる。
このアップデートが公開されるまでは、マリオがクッパクラウン上から攻撃するにはファイアマリオに変身しなければならなかったが、ファイアクッパクラウンではマリオがどのような状態になっていても炎で攻撃できるようになる。また、溜め撃ちができ、溜めた炎は敵を貫通し、一部のブロックを破壊できるようになる。さらに、ファイアマリオに変身した状態で乗ると、正面だけでなく斜め上方と斜め下方の3方向に攻撃ができるようになる。

## ギガクッパ
ギガクッパとは、『大乱闘スマッシュブラザーズ』シリーズ（以下『スマブラ』）に登場するクッパを基にしたオリジナルキャラクター。『大乱闘スマッシュブラザーズDX』でボスキャラクターとして登場し、『大乱闘スマッシュブラザーズX』以降の作品ではクッパ自身が「最後の切りふだ」で変身する。
『スマブラ』におけるキャラクターたちは、「フィギュア」にイメージという命が吹き込まれ、それが動いているもの。『DX』のボスキャラクターとして登場するギガクッパは、クッパのフィギュアに対して過度に強いイメージが打ち込まれたことで誕生してしまったものである。原作の範疇を超えた過剰なイメージから生まれたが故、『スマブラ』の世界にあってはならないイレギュラーな存在として扱われている。そのため『DX』にてボスとして登場したギガクッパは厳密にはクッパそのものではなく、彼の各キャラクター用トレードマークも『スーパーマリオ』シリーズのキノコマークではなく『スマブラ』シリーズのシンボルマークになっている。
『X』以降のギガクッパはクッパ自身が変身した姿のため、『DX』とは違いこちらはクッパ当人。外見も従来のマリオシリーズに登場していた姿形に近づけられている。
外見の変化と特徴、能力
まず身体の大きさが通常のクッパの数倍になっており、容姿変化も変化は単なる部分変化などでなく、トゲ腕輪や首輪など装飾品のスパイクが細長く鋭利になって増加、甲羅の甲板は無数の刃物のように変化し逆立ち、体色が全体的に暗色に変化して、顔が非常に獰猛になる、手足や尻尾が伸張されてかつ筋骨隆々となり体格が骨格レベルで変化しているなど、姿や形相が普段のクッパと比べ物にならないほどの迫力になっている。その姿は怪物や怪獣とでも表現するものであり、『スマブラX』のフィギュア説明曰く、その容貌は「まさに悪魔」とのこと。
行動は通常のクッパとほとんど変わらないが、攻撃力・防御力などが格段に上昇していてと驚異的な戦闘能力を誇る。巨大化と手足の伸長により攻撃のリーチや範囲は飛躍的に増し、ダメージやふっとばし力も激増してスマッシュ攻撃や必殺ワザに様々な効果が付加されている（具体的には、横スマッシュ攻撃など頭突きは爆炎が出て、爪や拳は闇の炎をまとい、下スマッシュ攻撃は凍結の追加効果が加わり、上スマッシュ攻撃など甲羅攻撃は電撃を帯びる、などが付加）。
防御面では、『スマブラDX』では通常のキャラクターのつかみを無効化する、多少の攻撃では怯まないなどが付加され、『スマブラX』ではダメージは受けるがどんな攻撃でも一切怯みも吹っ飛びもしなくなるという、非常に強力なふっとび耐性を得る。

シリーズにおけるギガクッパ
『DX』にてアドベンチャーモードのラストボスであるジャイアントクッパを特定条件下で倒すと出現する真のラストボスとして初登場。倒されてフィギュア化したクッパに対して、雷のような見た目の強いイメージが打ち込まれ、フィギュアを中から食い破る形で登場。
「イベント戦Lv.51 ホントの最終決戦」では、ガノンドロフとミュウツーと同時に戦うことになるが、その時はアドベンチャーの時よりも攻撃力や耐久力が下がっている（プリンなど強力な必殺ワザを持つキャラクターであれば数秒で倒すことも可能）。
なお、『スマブラDX』のギガクッパはコンピュータ専用キャラクターであり、（改造を除き）プレイヤーキャラクターとしては使えない。
『X』以降では、クッパが「スマッシュボール」というアイテムを破壊し、各キャラクター固有の超必殺ワザ「最後の切りふだ」を発動することでギガクッパに変身し、発動中の一定時間は前述したような攻撃力増加とふっとび耐性が付加した状態で操作できるようになる。フィギュアを食い破って現れた前作とは異なり、クッパが眩い光と轟音に包まれ変身する。姿はより禍々しい姿に描かれているが、全体としてのフォルムはむしろ『スマブラX』における通常時クッパと同様、『マリオシリーズ』のものに近くなった。『SP』では巨大化した後画面奥に移動し、指定した場所にパンチを叩き込むように変更された。
『スマブラDX』のアドベンチャーモードで戦う際には、BGM『終点』をアレンジしたギガクッパ戦専用曲が流れるが、この曲はサウンドテスト内には収録されていない。逆にサウンドテストで聞けるボイス中には、プレイヤーキャラクターの選択時やレギュラー戦『シンプル』での対戦相手として登場する際のナレーションにギガクッパが含まれている（前述のように、プレイヤーの使用はできずシンプルにも登場しない）。続編の『スマブラX』では、ギガクッパ専用曲が今作ではクッパのテーマ曲および終点のステージBGM『ギガクッパ (DX)』としてそのまま採用され、CDを拾って解禁するとオレ曲セレクトやサウンドテストで聴くことが可能になった。また「ボスバトル」におけるクレイジーハンド戦でもこのBGMが流れる。

## 関連キャラクター
マリオ
シリーズの主役にして最大の宿敵。クッパが企む悪事を毎回阻止するのが（基本的には）彼の役目である。クッパはマリオに敗北するのを屈辱として対抗心を燃やす一方、クッパに対するマリオの意思は「倒す」というよりも「止める」に基づいた動きが感じられる作品が多い。そのため、クッパが何もしなければマリオ自身クッパに敵対意識はない。ライバル関係でありながらも、時には共に力を合わせ、共通の敵に挑むこともある。バラエティ作品ではクッパが意地を張っているだけでお互いに仲良くしていたいという様子も散見される。特にスポーツゲームではノコノコやクリボーなどの部下同様に2人ともフレンドリーにしている様子がしばしば見られる。
ピーチ
クッパが何度も誘拐しているキノコ王国の姫。ただし、彼がピーチ姫に危害を加えている描写は無くむしろ、彼女に対し好意的に接する姿が多く見られ『マリオ&ルイージRPG』ではピーチの声を「バクダン声」に変えたゲラゲモーナに対して大激怒する、『スーパーマリオオデッセイ』ではタキシードを身にまとってピーチを連れ去るなどする描写もありピーチを大切に思っている。ただし、彼女が誘拐されておらず、操作キャラとして登場している場合は危害を加える場合もある。ピーチは問題行動ばかり起こすクッパを快く思っていない一方、マリオとクッパの場合と同様に本心から嫌っている様子はなく、特に問題や心配が無いようなら親しく接する場面もある。マリオと同様に、彼女とも一緒に冒険した事がある。「Nintendo みまもり Switch」の紹介映像では、クッパが使用しているスマートフォンの壁紙がピーチのものになっている。
ルイージ
マリオの弟。あまり接点は無いが、彼とも行動を共にしたことがある。一応、クッパにとってはルイージも宿敵であるが、価値観は作品によって異なる。基本的にはマリオの永遠のライバルや宿敵とされるためほとんど触れようとしない場合が多い。ぞんざいに扱う場合も多く、『マリオ&ルイージRPG』シリーズに至っては「緑のヒゲ」呼ばわりしておりマリオの弟であることすら認知していないが『マリオ&ルイージRPG4』のエンディングでは「ルイージ」と呼び直す場面があり、最後にルイージもクッパにとってマリオと同じ宿敵・ライバルであることが認められた。
クッパJr.
クッパの息子。デビュー作の『スーパーマリオサンシャイン』では、彼に「ピーチ姫が母親」だと教え込んだ。初登場時点から既にかなり溺愛している様子がうかがえ、Jr.もクッパを慕っている。
クッパ7人衆
『スーパーマリオブラザーズ3』で初登場した7人のカメ族。各国の王様を変な姿に変えたりと、クッパ顔負けの悪さをした。NINTENDO64頃からはしばらく出番が無かったが、『マリオ&ルイージRPG』などで散発的に登場し、『New スーパーマリオブラザーズ Wii』以降は敵キャラクターとして復帰、『マリオカート8』以降は「クッパ7人衆」の名称となっている。
『スーパーマリオブラザーズ3』では「コクッパ」の名称でクッパの子供達の設定だったが、クッパJr.の登場以降は部下の設定に変更され、『マリオカート8』以降「クッパ7人衆」の名称となった。
キノピオ
ピーチ姫の部下で、キノコ王国の国民。クッパを大変に恐れているものが大半（プレイヤーキャラクターとなる者など一部例外はあり）で、クッパが登場するとひたすらに慌てふためき、中には主人であるピーチ姫を盾にする者までいる。ただし、現在はクッパが能動的に危害を加えることがほとんど無い。
キノピコ
『スーパーマリオスタジアム ミラクルベースボール』で最も相性が悪い相手。クッパ自身は『マリオパーティ8』で彼女の事を「可愛い」と評している事から、キノピコのほうから一方的に嫌われているようである。『スーパーマリオメーカー2』のストーリーモードではネコクッパにさらわれてしまう。
キャサリン
キノピコと同じく、『マリオパーティ8』で彼女（オカマのため実際には彼）の事を「可愛い」と評している。しかし、『マリオテニスGC』では、ピーチにキスを強請り、その代役でキャサリンがやろうとすると驚いて逃げていった。

### マリオファミリー以外で関連が強いキャラクター
ガノンドロフ
同じく任天堂のゲームシリーズである『ゼルダの伝説』の悪役キャラクター。『大乱闘スマッシュブラザーズX』のストーリーモード「亜空の使者」では、クッパと同じく亜空軍の一員として所属しており、クッパに指示を与える指揮官的な役割を担った。一方、クッパはガノンドロフの事を気に入っておらず、実際にもガノンドロフはマスターハンドに面従腹背しているに過ぎず亜空軍を乗っ取る事を画策しており、終盤には本性を現したガノンドロフの手によって戦闘不能にされるなど、仲は悪い。
エッグマン
マリオ&ソニック AT バンクーバーオリンピックと続編のマリオ&ソニック AT ロンドンオリンピックで手を組んだ、ソニックシリーズに登場するマッドサイエンティスト。
いずれの作品でもマリオやソニックに対抗する悪役コンビで仲間外れにされたと思い、オリンピックの開催を妨害するなどの悪事を共同で行ったが最終的にマリオやソニック達と和解もしくはこっそりついてきていることを黙っていた。バンクーバーでは名前を呼び合う場面はなかったがこの頃からお互いを認めており、ロンドンの方ではお互いの名前を呼び合うシーンやエッグマンが「クッパ お主にも仕事があるのじゃ」というような台詩もあり両者の関係はかなり良い。

## 担当声優・俳優

### 声優
ゲーム作品での配役
- マーク・グラウェ - 『ホテルマリオ』
- スコット・バーンズ - 『スーパーマリオサンシャイン』から『マリオパーティ8』までの作品
- エリック・ニューサム - 『スーパーペーパーマリオ』
- ドローレス・ロジャース - 『マリオ&ルイージRPG2』『ヨッシーアイランドDS』のベビィクッパ
- ケニー・ジェームズ（別名：ケネス W. ジェーム） - 『スーパーマリオストライカーズ』、『スーパーマリオギャラクシー』以降のほぼ全ゲーム作品
- ケーティー・サゴイアン - 『ヨッシー New アイランド』以降のベビィクッパ

メディアミックス作品での配役
- ハーヴィー・アトキン - テレビアニメ『The Super Mario Bros. Super Show!』『The Adventures of Super Mario Bros. 3』『Super Mario World』
- 和田アキ子 - アニメ映画『スーパーマリオブラザーズ ピーチ姫救出大作戦!』
- 穂積隆信 - 実写映画『スーパーマリオ 魔界帝国の女神』日本語吹き替え（ソフト版）
- 有川博 - 実写映画『スーパーマリオ 魔界帝国の女神』日本語吹き替え（日本テレビ版）
- 郷里大輔 - 交通教育アニメ『スーパーマリオの交通安全』
- 佐藤正治 - OVA『アマダアニメ スーパーマリオ』
- 渡部猛 - OVA『マリオとヨッシーの冒険ランド』
- ジャック・ブラック - アニメ映画『ザ・スーパーマリオブラザーズ・ムービー』
- 三宅健太 - アニメ映画『ザ・スーパーマリオブラザーズ・ムービー』（特別日本語版）

### 俳優
- デニス・ホッパー - 実写映画『スーパーマリオ 魔界帝国の女神』